# Biserica de lemn din Basarabasa

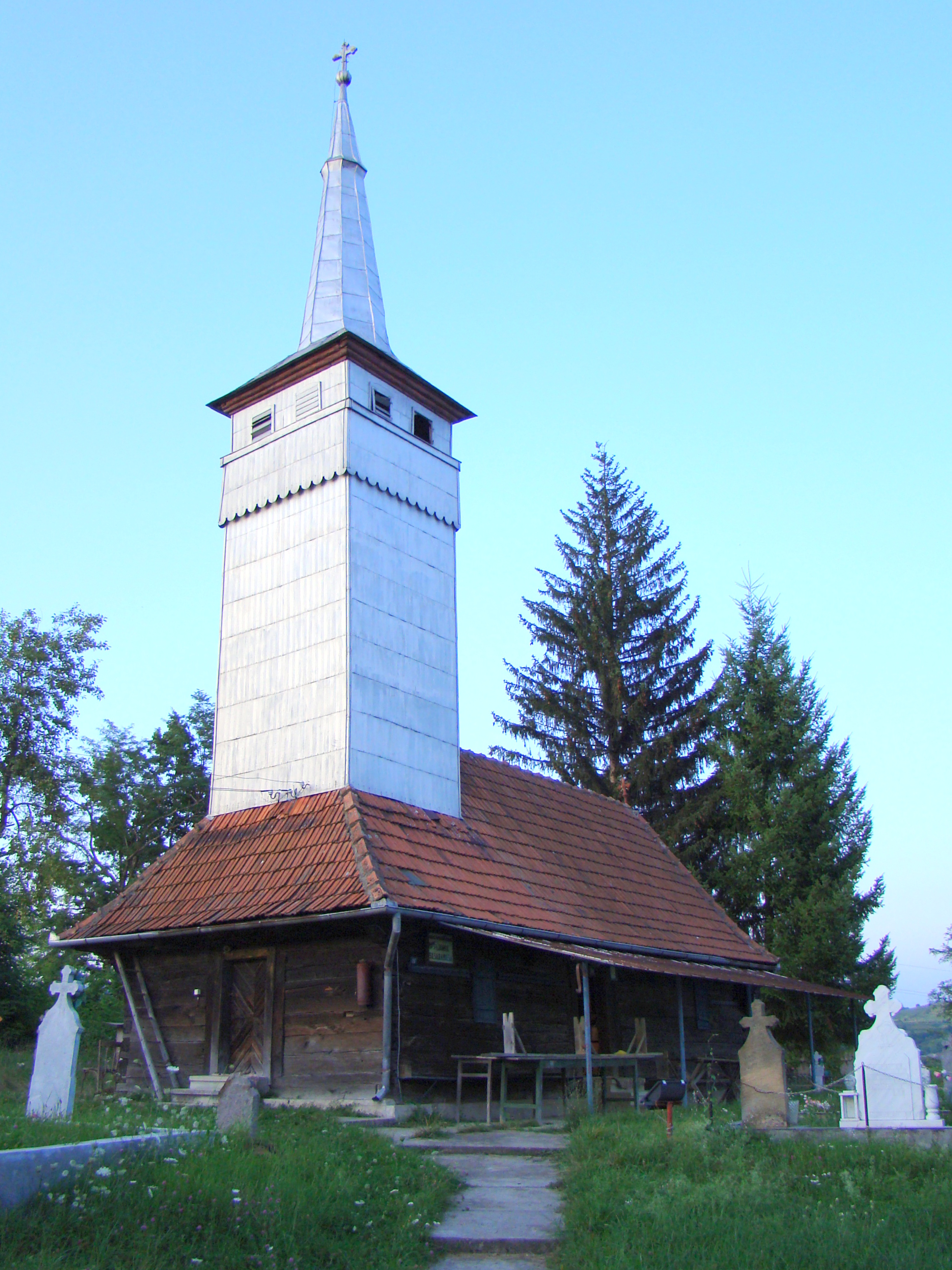
Biserica de lemn „Sfântul Nicolae” din Basarabasa, comuna Vața de Jos, județul Hunedoara, foto: iulie 2009.

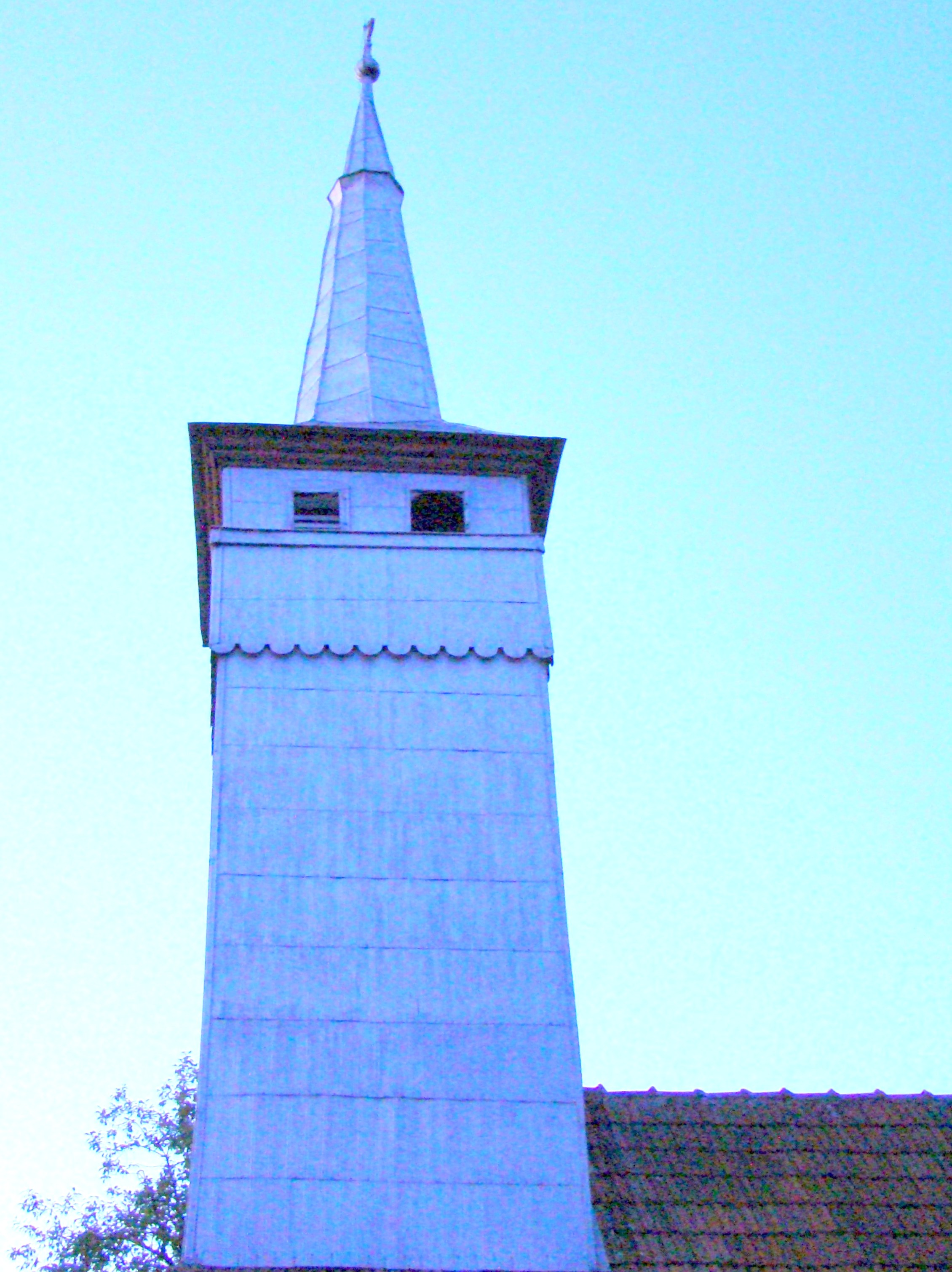

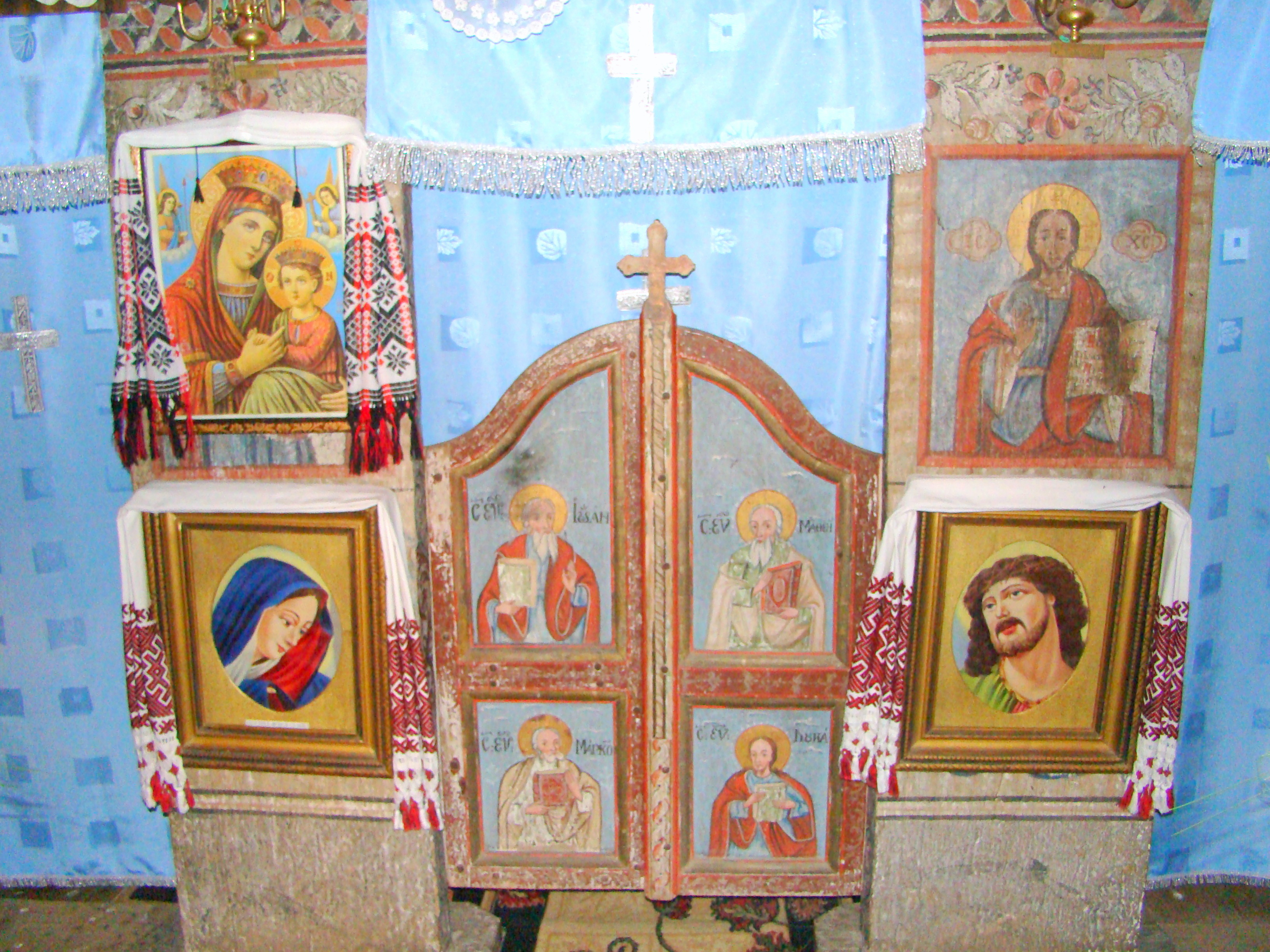
Icoanele și ușile împărătești

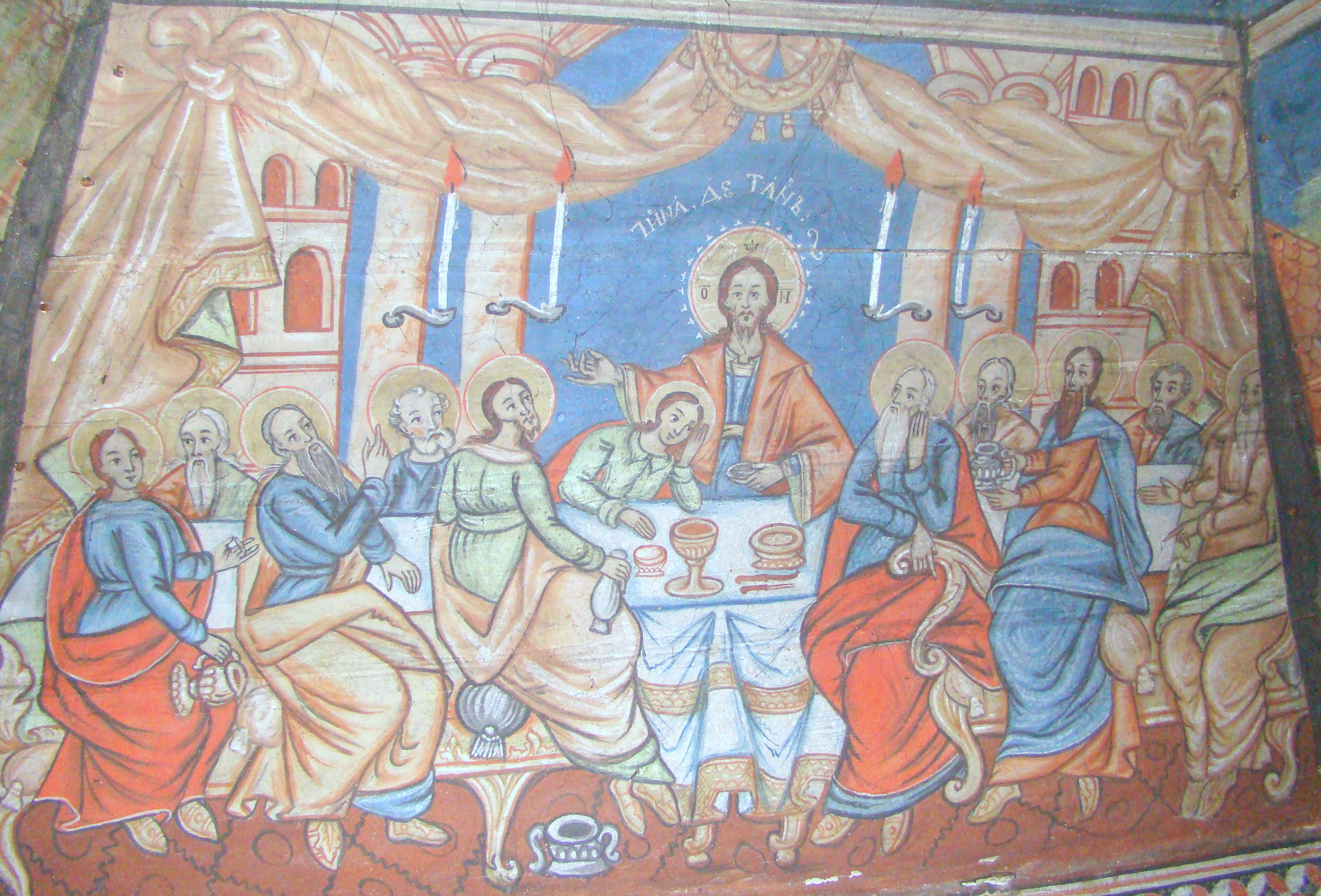
Cina cea de Taină

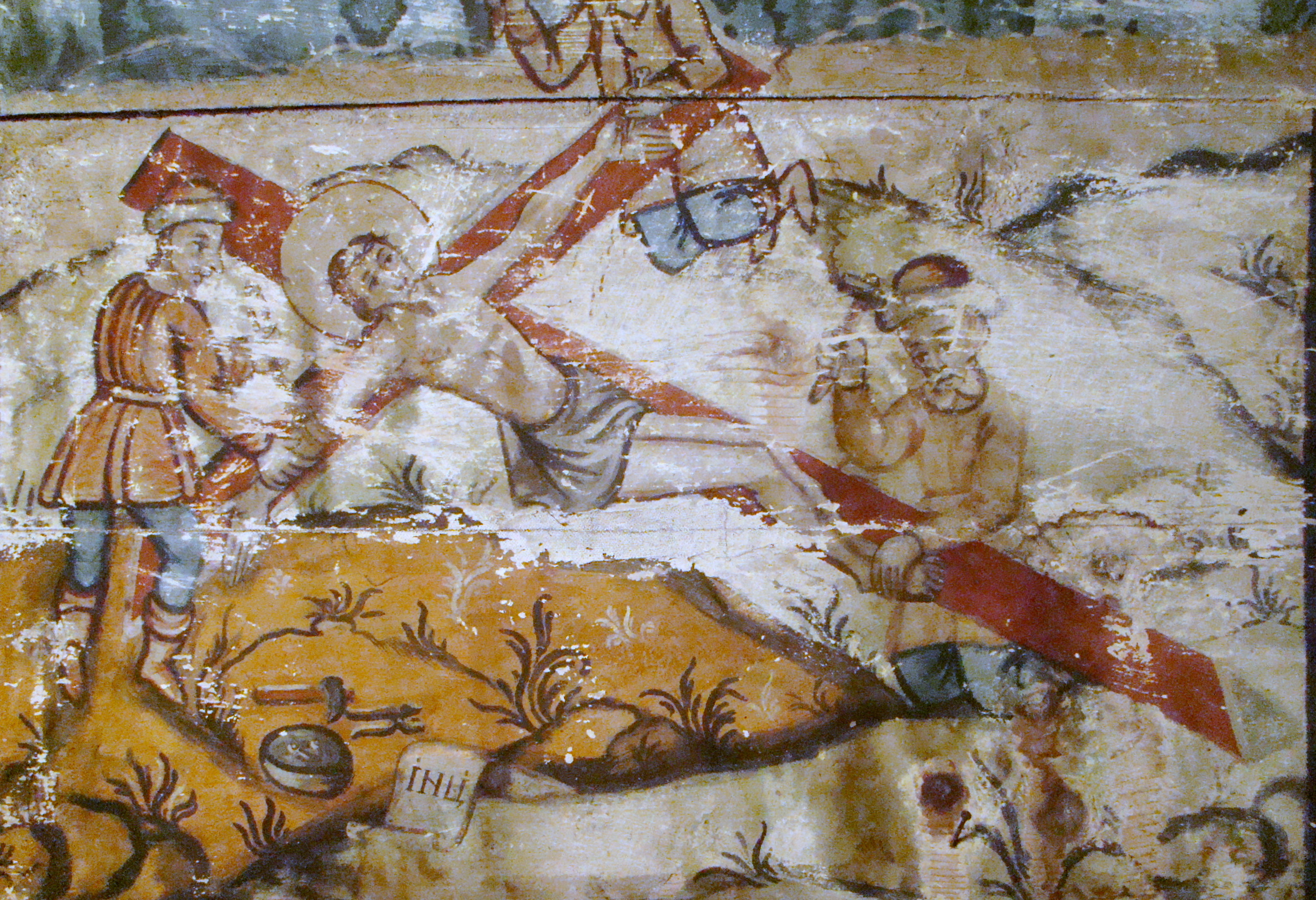
Răstignirea

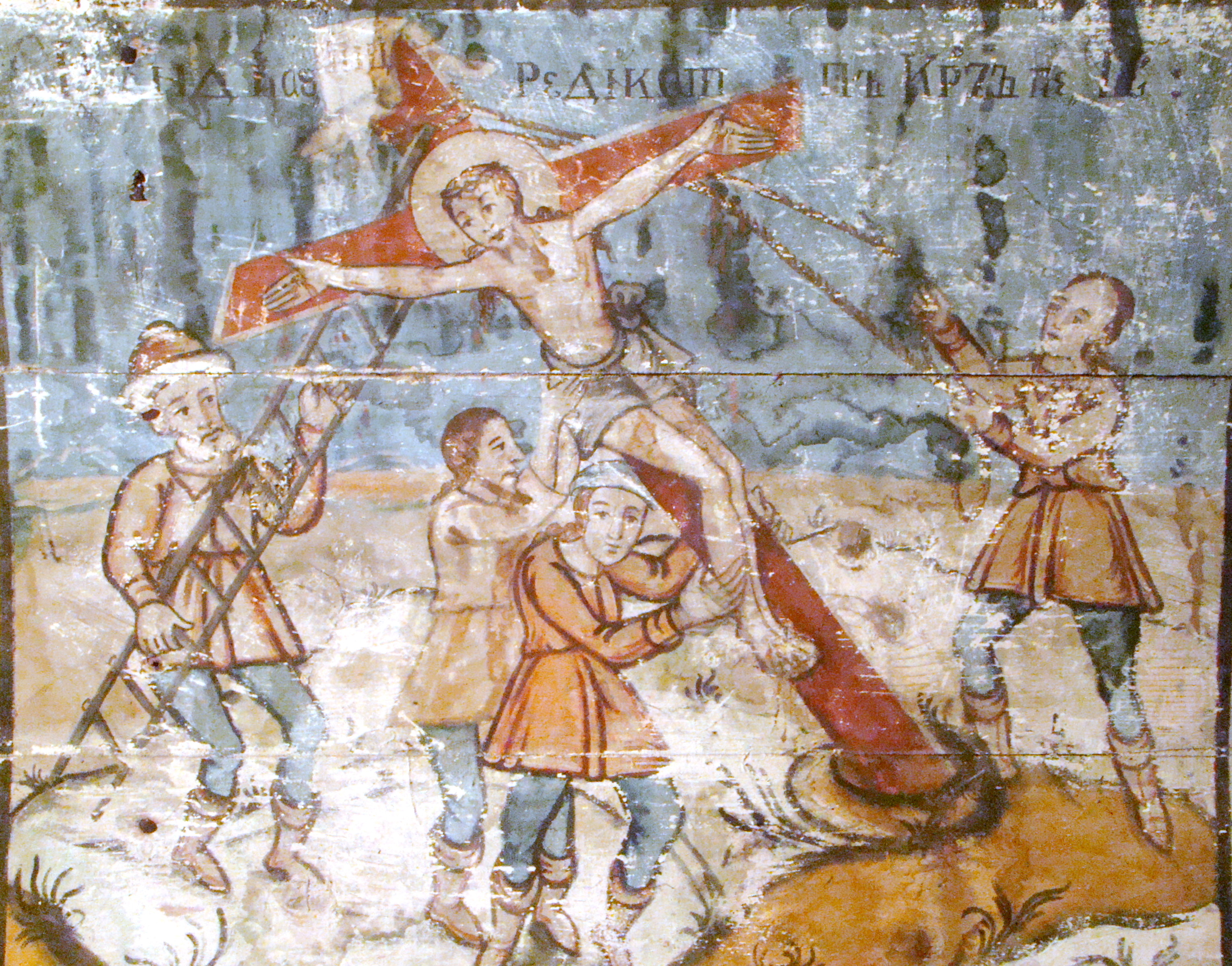

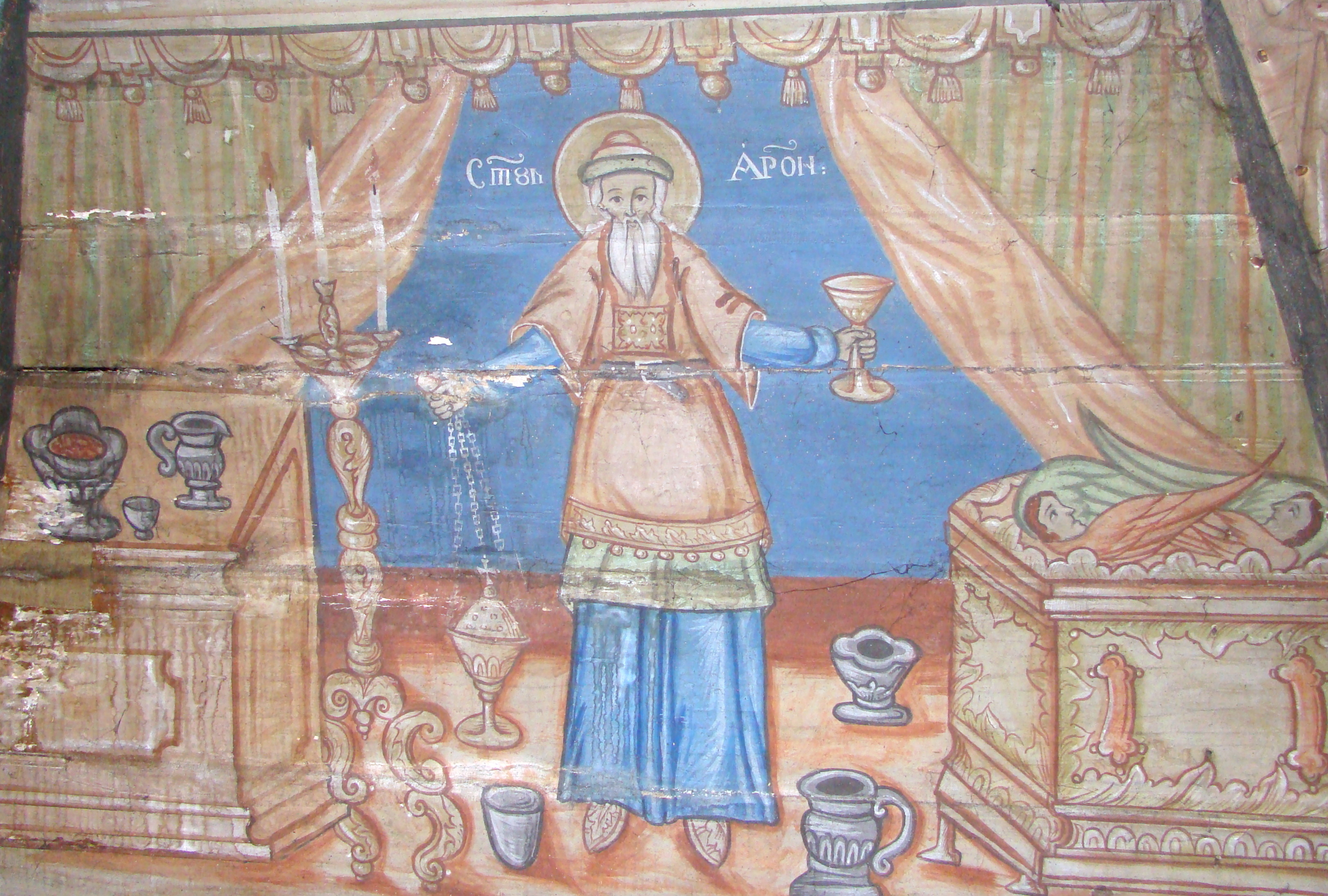

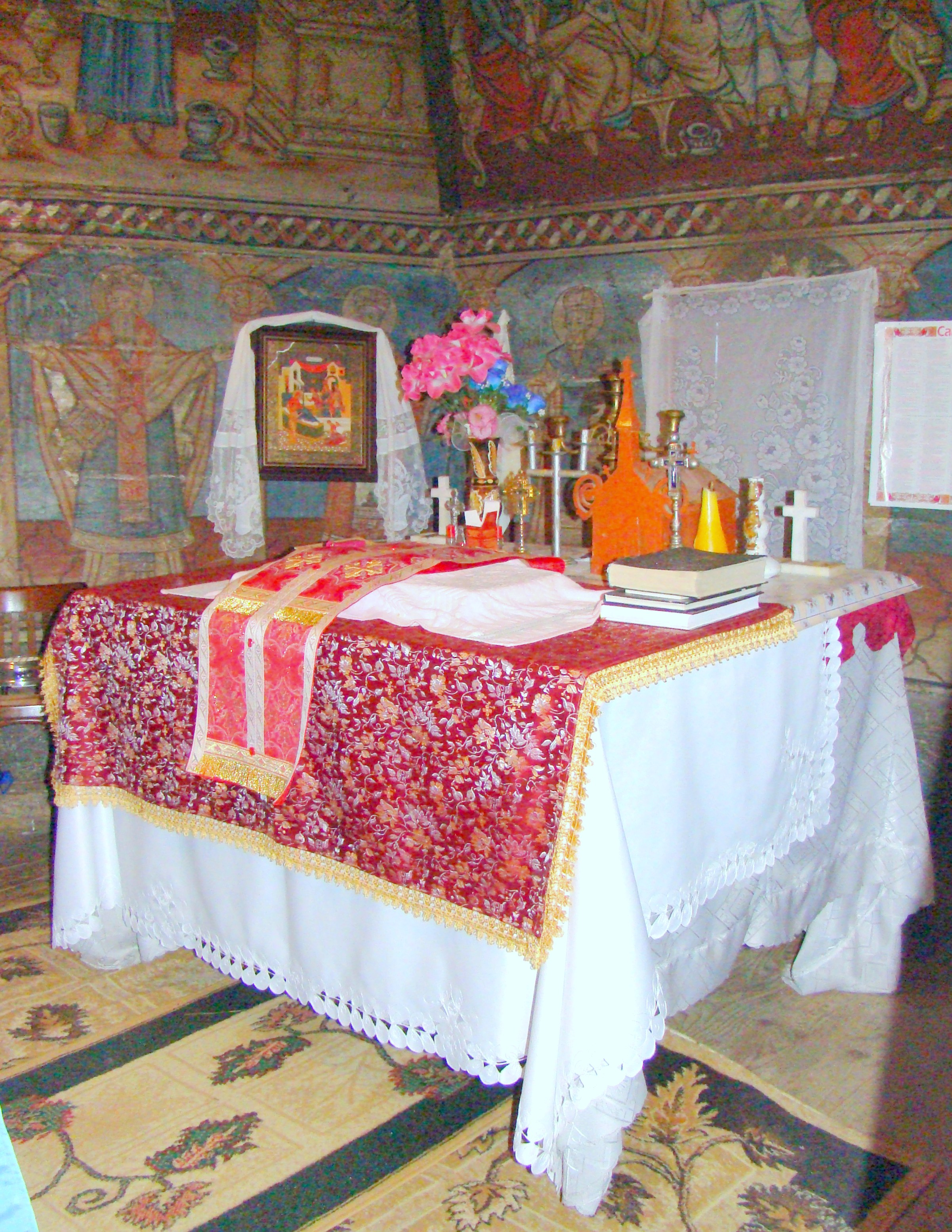
Sfânta masă

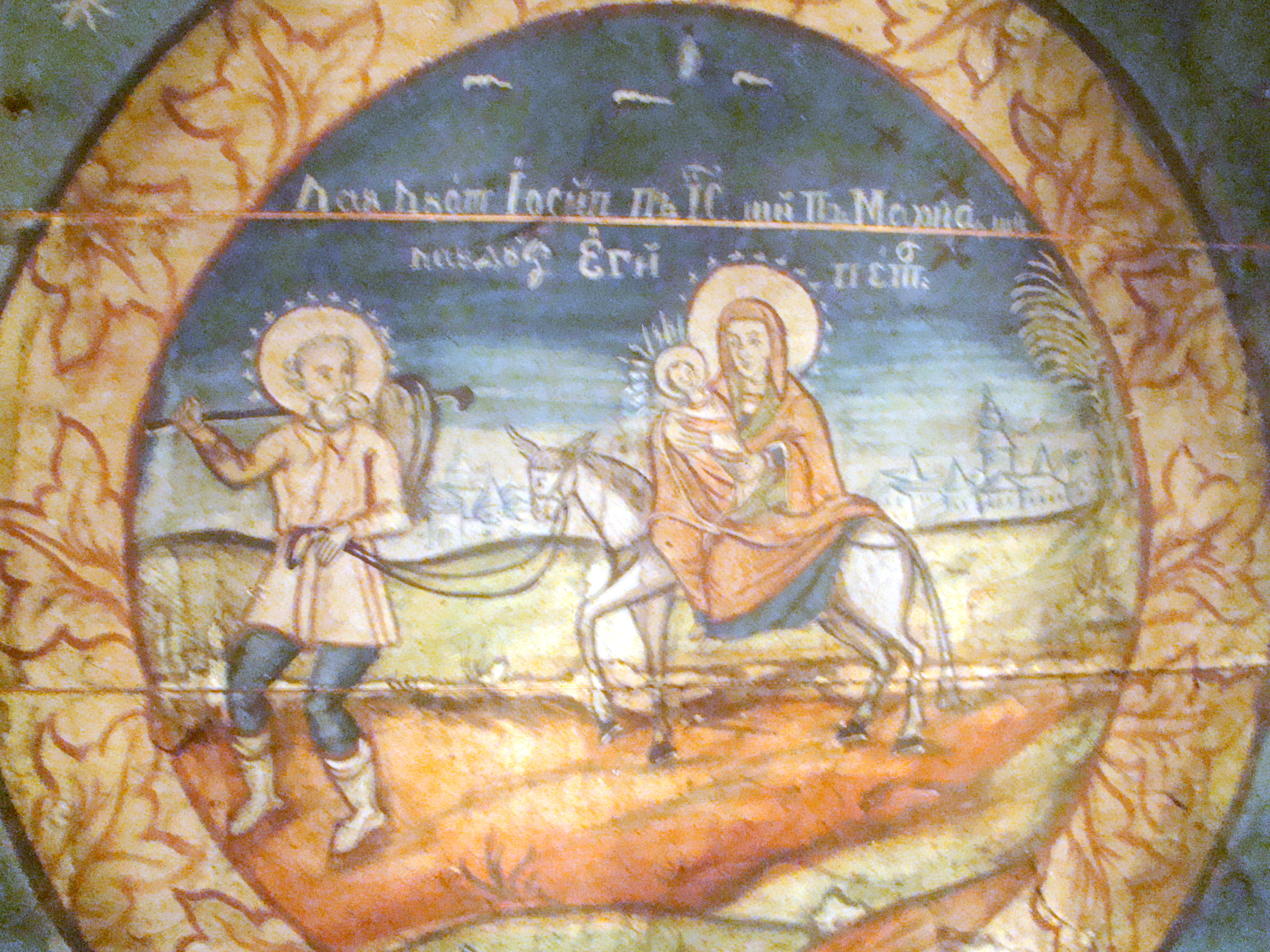
Fuga în Egipt

Biserica de lemn din Basarabasa, comuna Vața de Jos, județul Hunedoara a fost ridicată la sfârșitul secolului XVII. Are hramul „Sfântul Nicolae” și figurează pe noua listă a monumentelor istorice, cod LMI HD-II-m-A-03244.

## Istoric și trăsături
Satul Basarabasa este atestat documentar în anul 1439. 
Tipul de plan al bisericii, cu hramul „Sfântul Nicolae”, este cel dreptunghiular, cu absida în prelungirea navei, poligonală, cu trei laturi. Bârnele masive, din stejar, sunt iscusit îmbinate în coadă de rândunică, teșiturile capetelor fiind marcate, iar perechile de console, adevărate aripi, tratate prin crestături multe și mărunte ce se opresc într-un lob. O pleiadă de cruci, cu brațele în forma discului solar și decor de rozete, aninate de peretele altarului, îi sporește izul patriarhal. Turnul–clopotniță este înalt și robust, cu foișor în console, mai târziu închis cu scândură, rămânând câte două ferestre pe fiecare latură, închise și cu obloane, iar fleșa înaltă, ascuțită, învelită în prezent cu tablă. 
Biserica a fost renovată de câteva ori, învelitoarea acoperișului, din șiță cândva, înlocuită cu țiglă, cadrele originale ale ușilor au fost înlocuite, ferestrele acoperite cu obloane, iar, de curând, pe peretele sudic, unde se află una din intrări (cealaltă aflată pe latura de vest), s-a adăugat un fel de șopron larg care adăpostește mese și bănci de scândură, folosite pe la parastase, pomeni și cu ocazia diferitelor sărbători religioase. 
Biserica, ridicată pe la sfârșitul secolului al XVII-lea, a fost împodobită cu pictură murală, în cea de-a doua jumătate a secolului al XVIII-lea, perioadă din care au rămas câteva icoane și ușile împărătești atribuite lui Constantin zugravul. În 1810 s-a înnoit pictura murală, realizându-se un program iconografic bine compus, de o certă valoare. Potrivit pisaniei, autorul picturii a fost zugravul M. Borsos. Programul iconografic este compus și distribuit după o anumită schemă. În naos, pe boltă, chipurile Mariei și al lui Isus Hristos, înscrise în cerc; registrul de jos cuprinde, între compozițiile cu evangheliști, scene din ciclul hristologic. Pictura pereților verticali, prejudiciată de vreme, vădește prin decorul drapat, influența stilului rococo în formația zugravului, influență resimțită și la piesele de mobilier din cadrul scenelor. În altar, temele alese, pentru boltă sunt, în genere, altele decât cele obișnuite în secolele dinainte. Dacă în axul bolții apare Tatăl Savaot, pe restul suprafeței sunt reprezentate: Cina cea de taină, Sf. Troiță, Sf. Aron, Jertfa lui Avram și fuga în Egipt. Pe suprafata pereților verticali își păstrează locul teoria arhiereilor, între arcade cu decor floral: Ioan Zlataust, Atanasie, Chiril, Grigorie, Arhidiaconul Ștefan, Laurențiu. 
Pictura tâmplei, așternută de același zugrav, pe peretele dinspre altar, cuprinde: Răstignirea, medalioane cu prorocii, apostoli, cu Isus Hristos pe tron, friza celor 12 praznice. Icoanele împărătești sunt zugrăvite direct pe perete (ca la Ocișor). 
În evoluția picturii, de la o epocă la alta, ansamblul de la Basarabasa constituie o operă de referință, biserica fiind încadrată prin vechimea sa și valoarea picturii, ca monument de categoria A.

## Imagini din interior

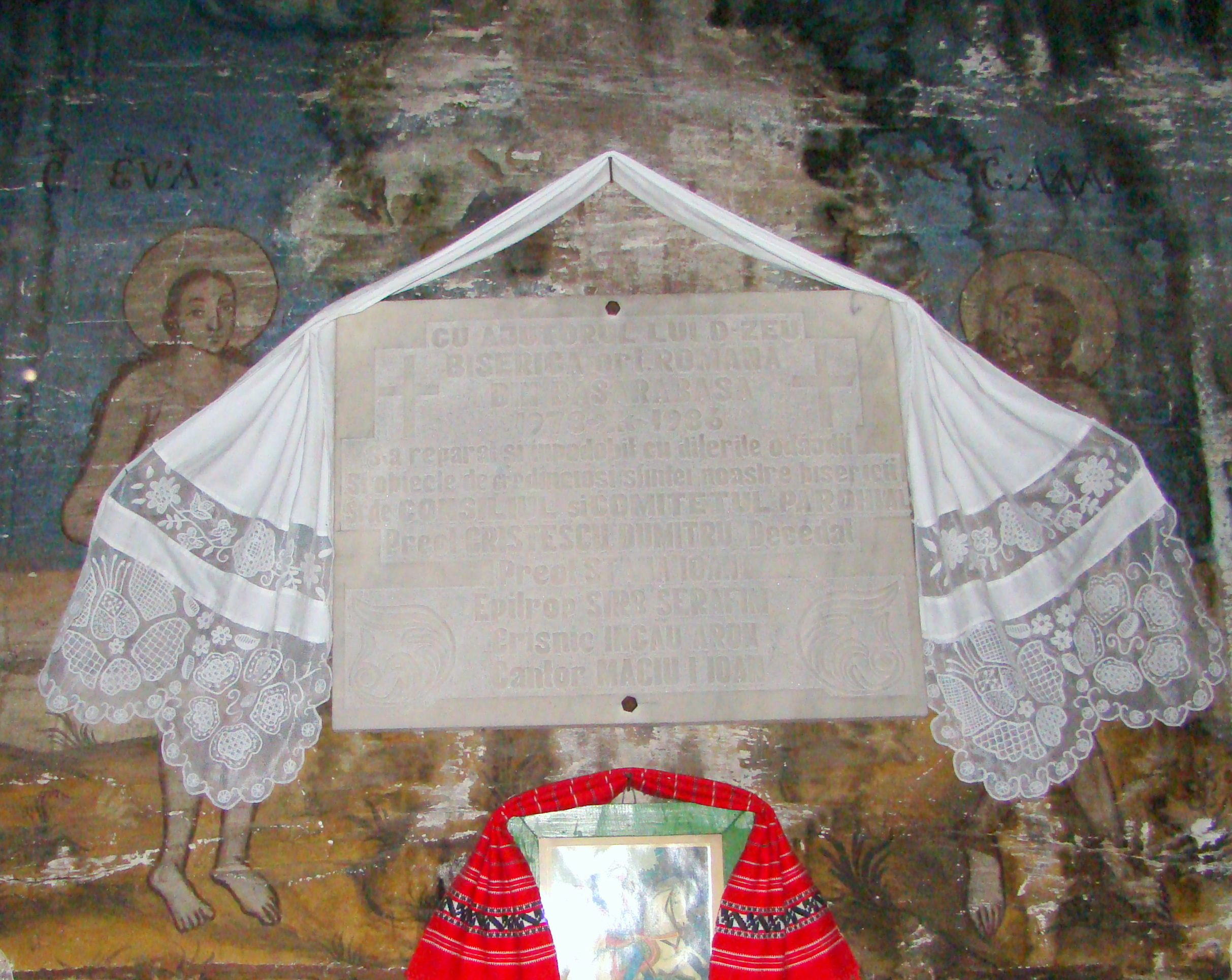
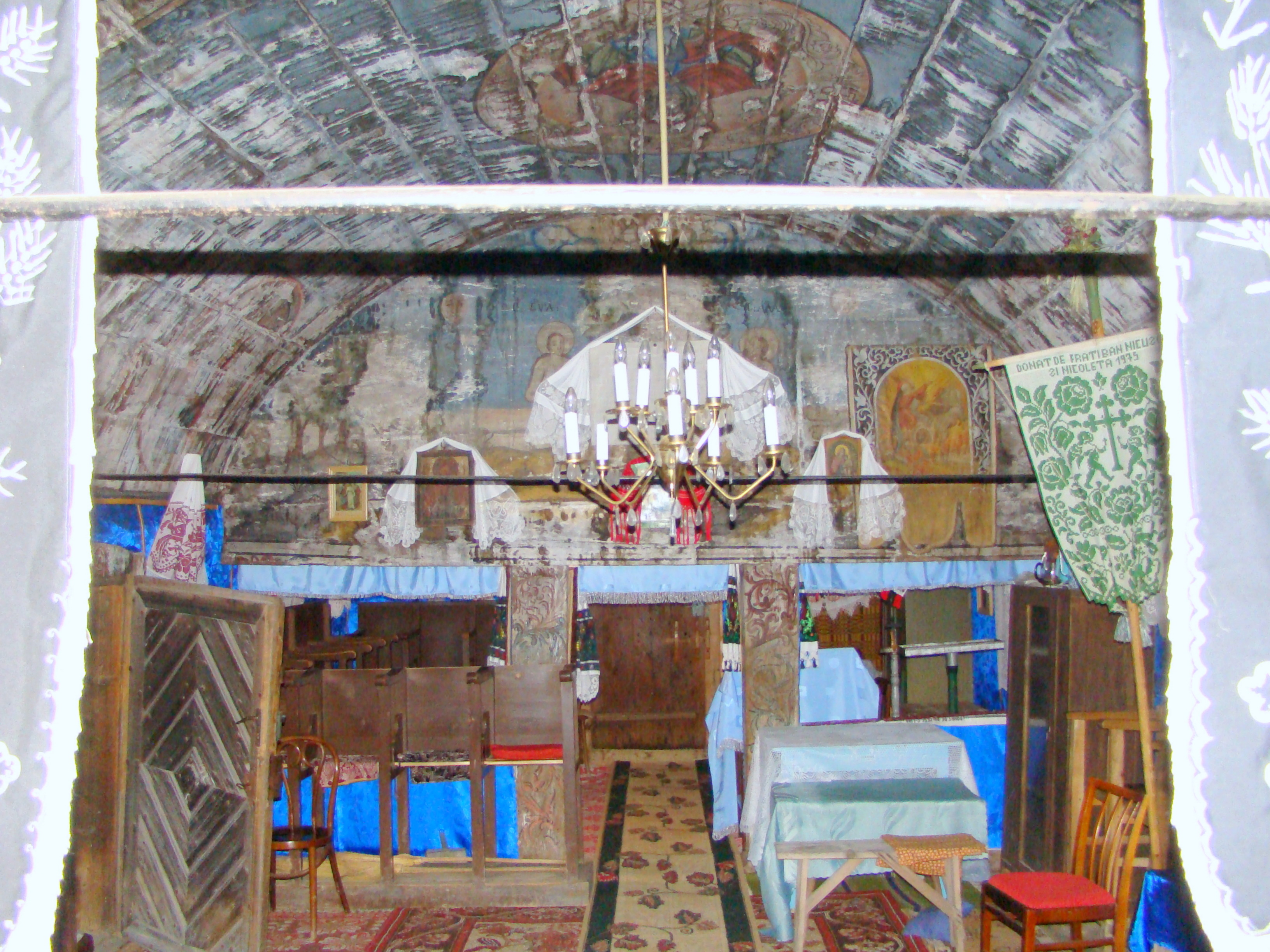
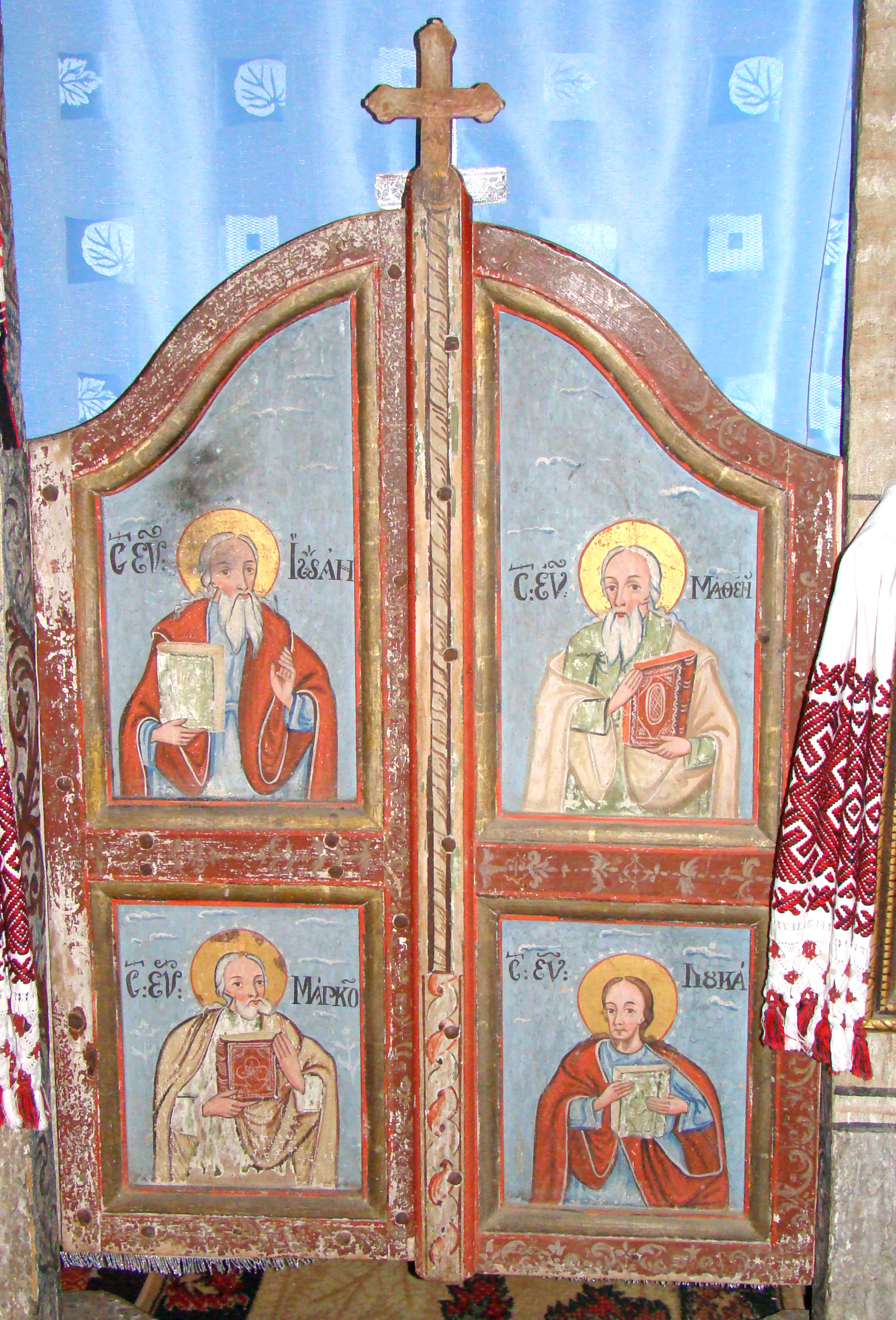
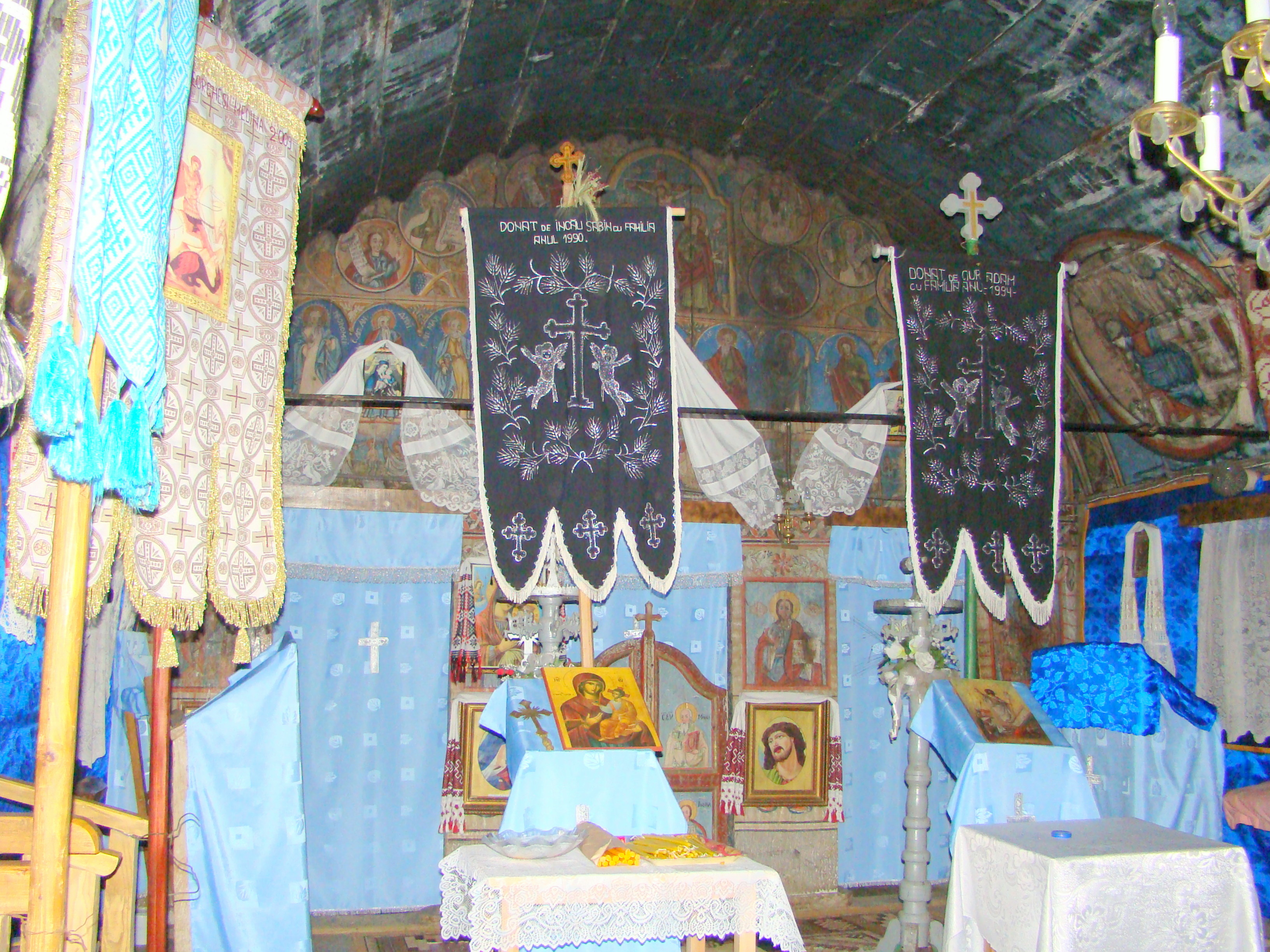
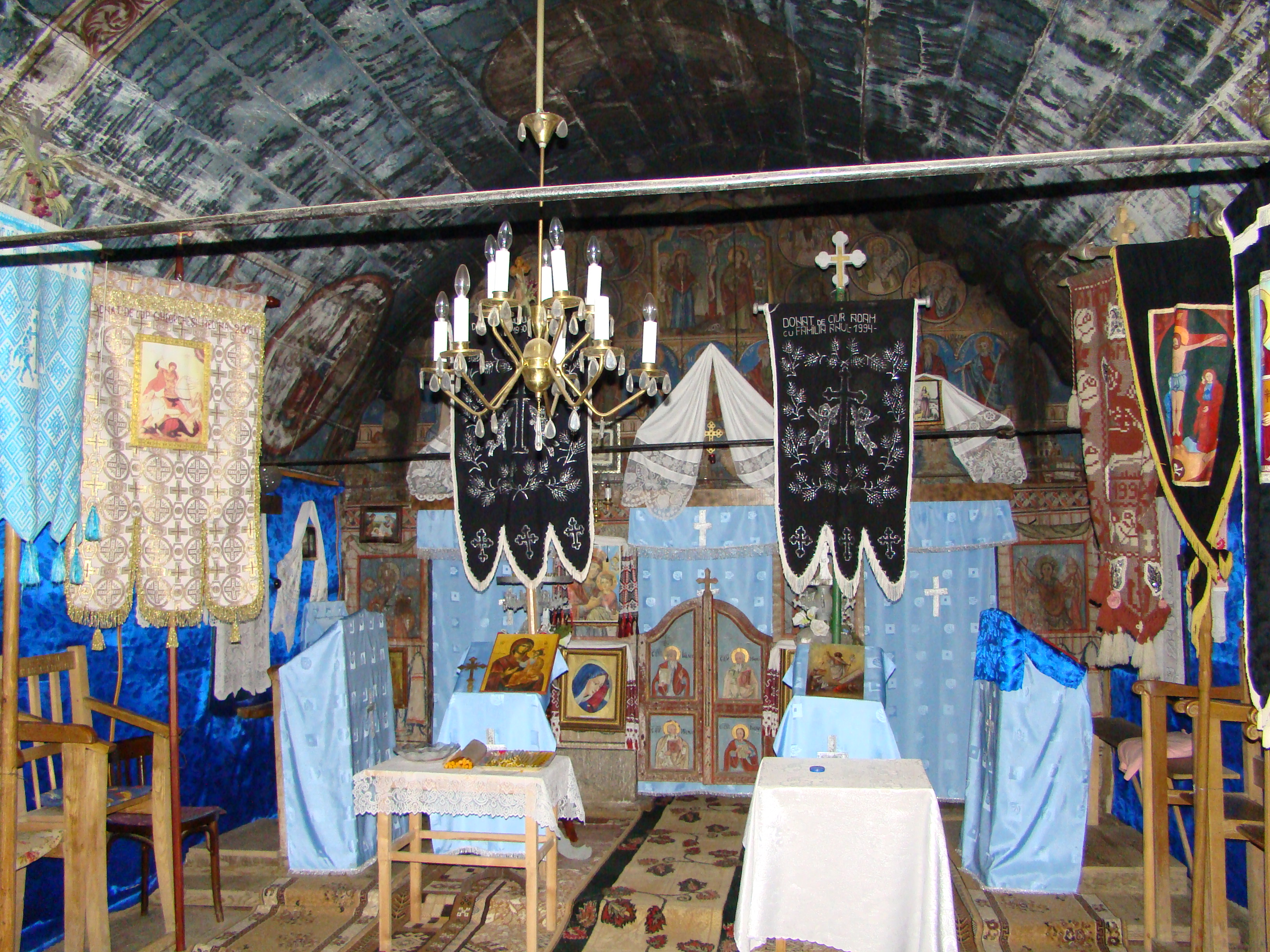
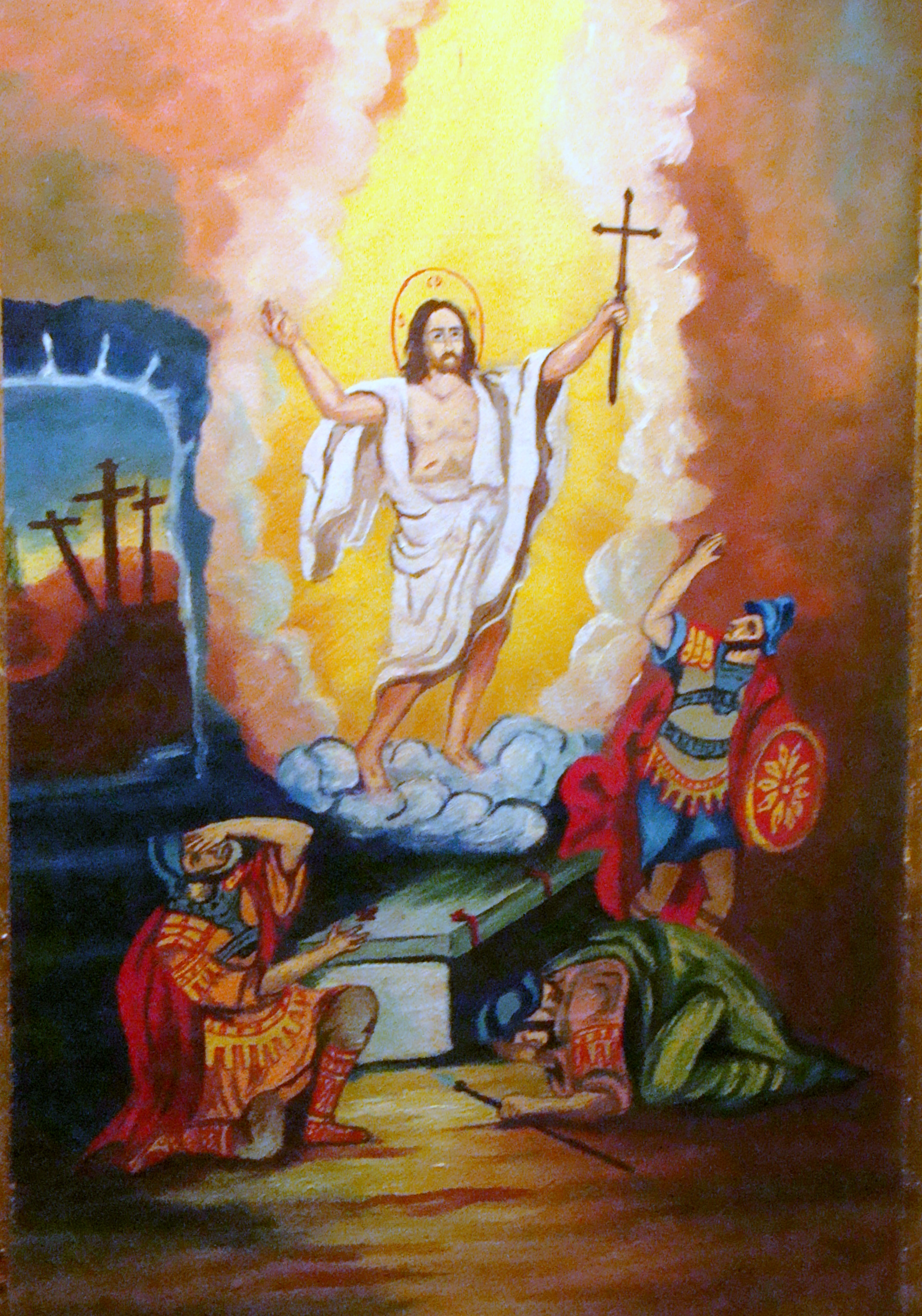
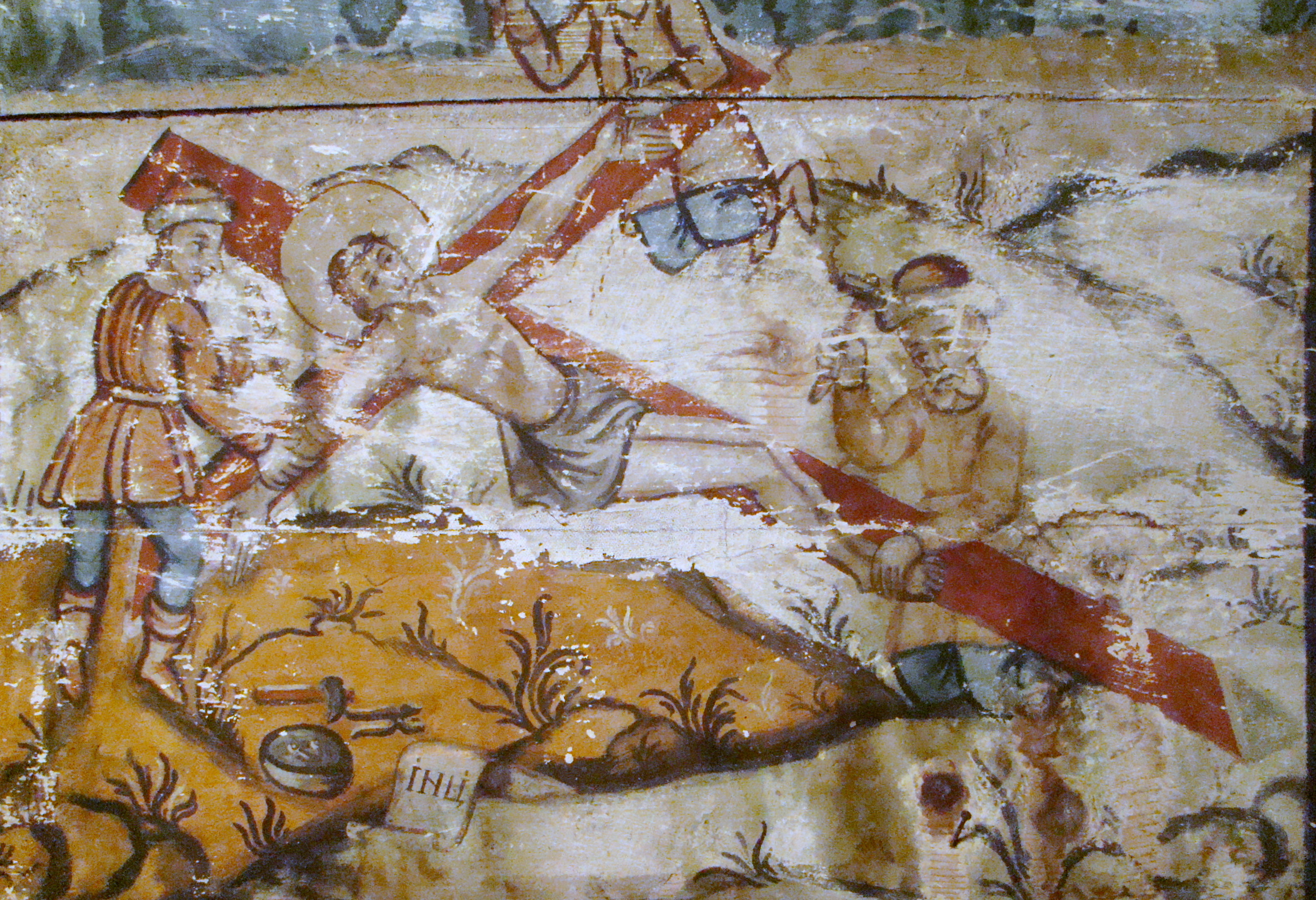
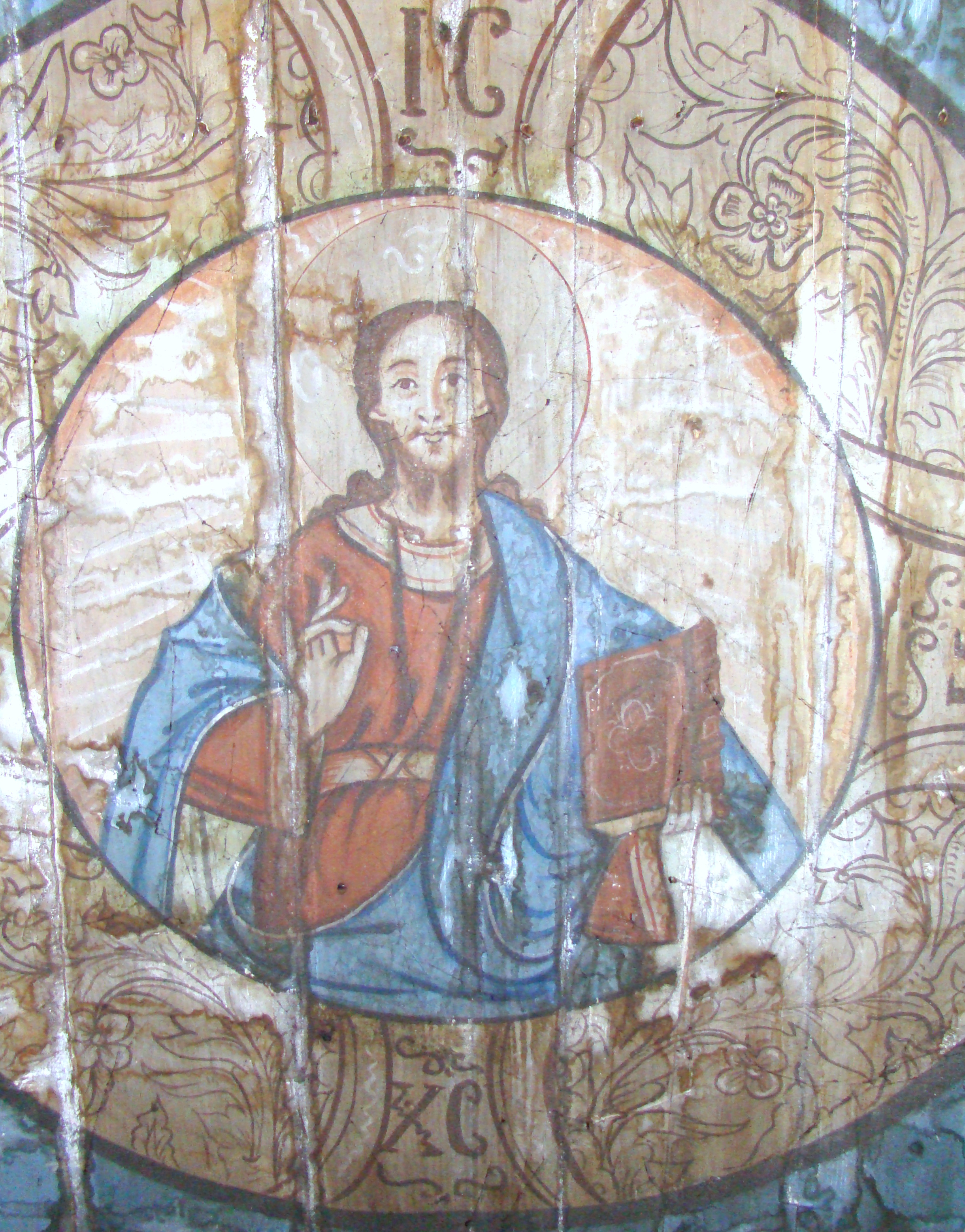
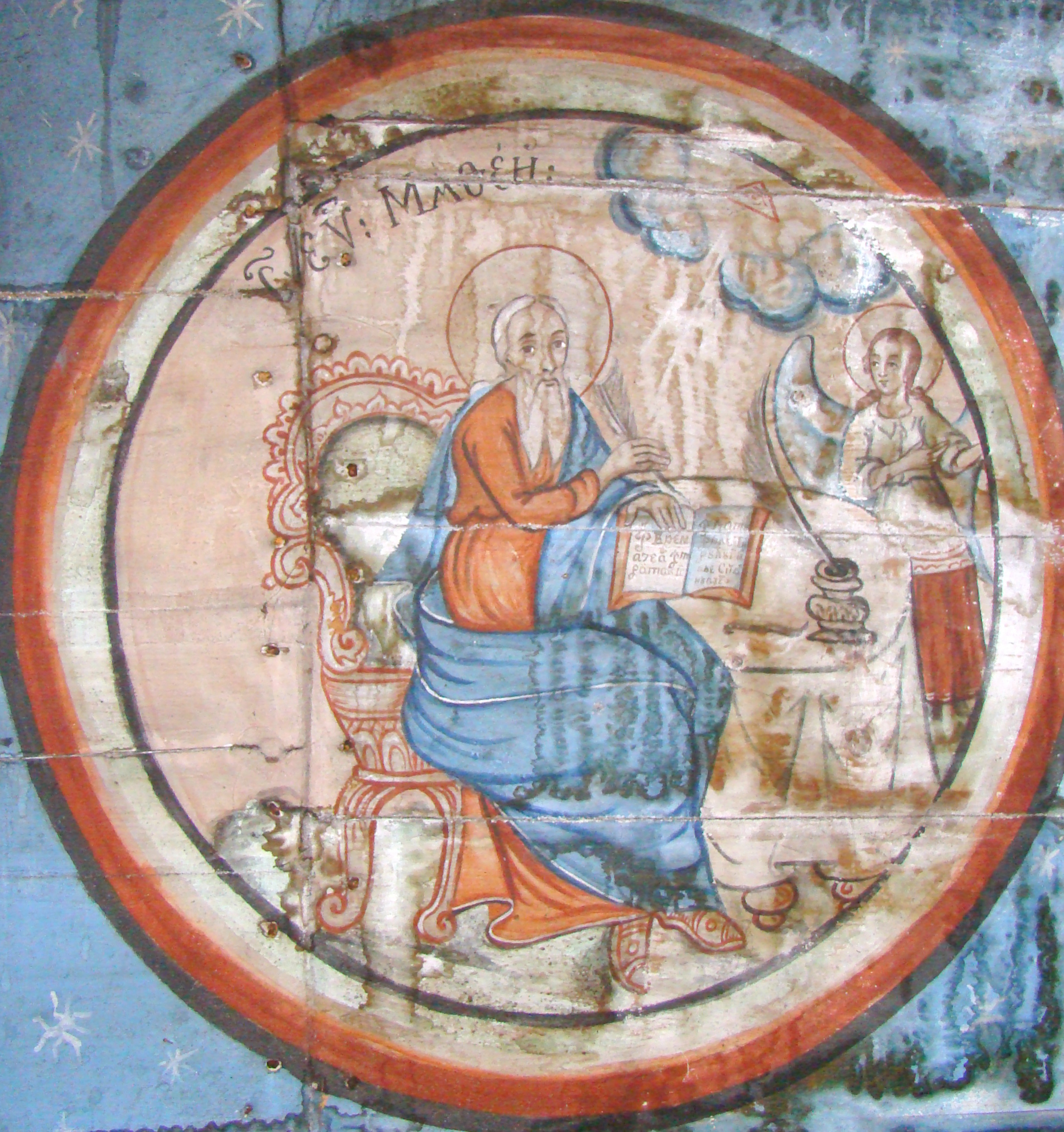
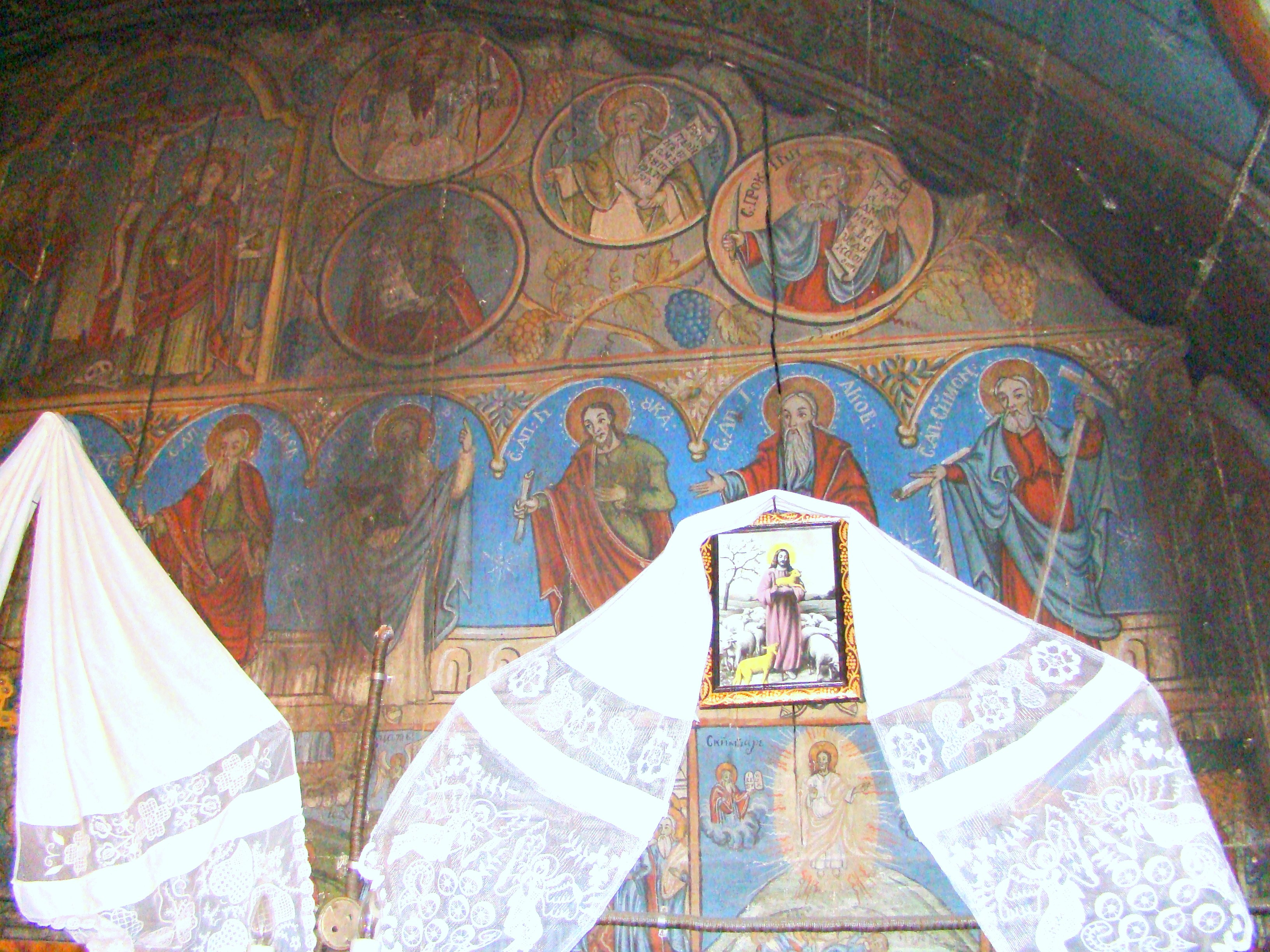
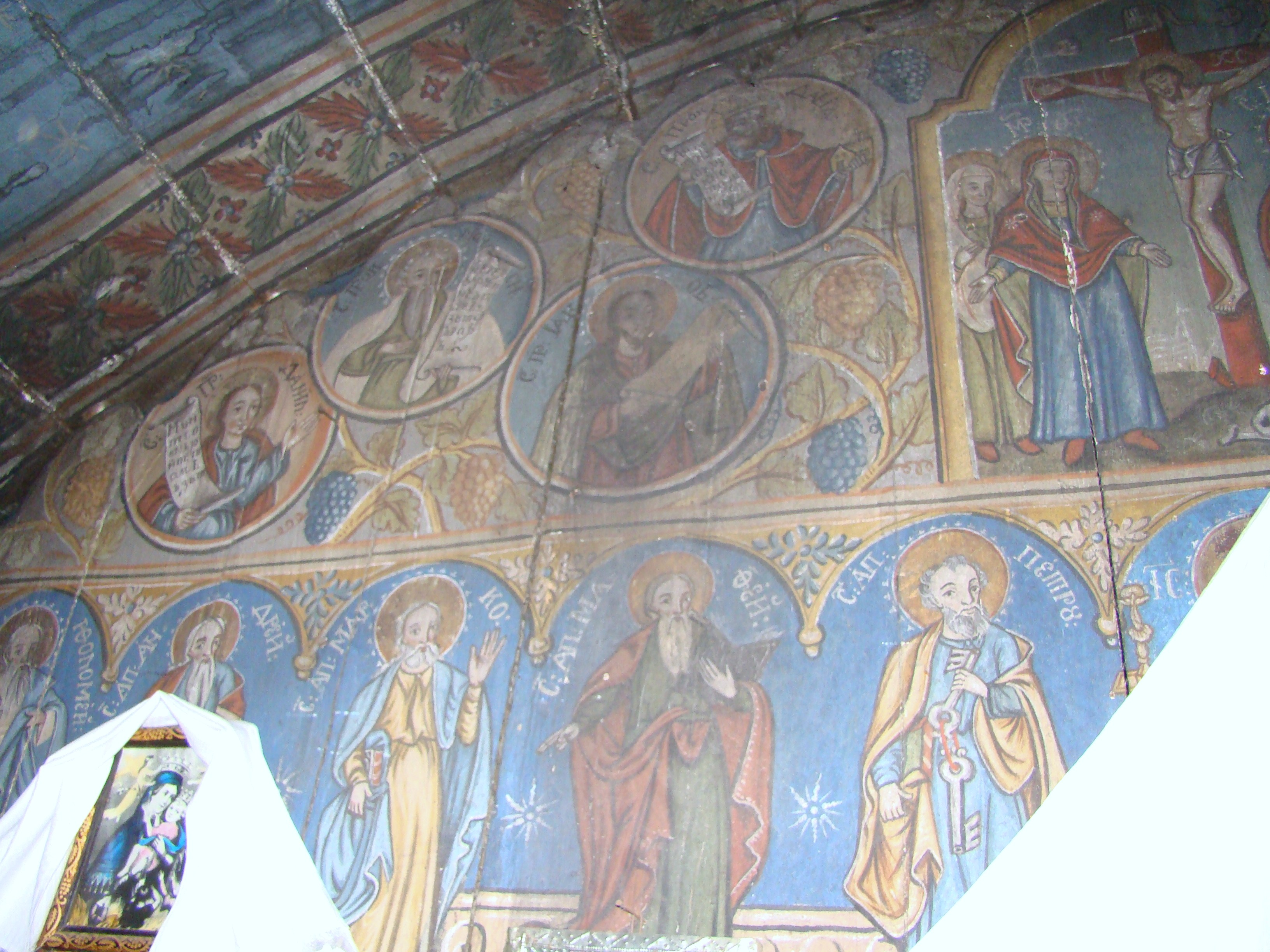
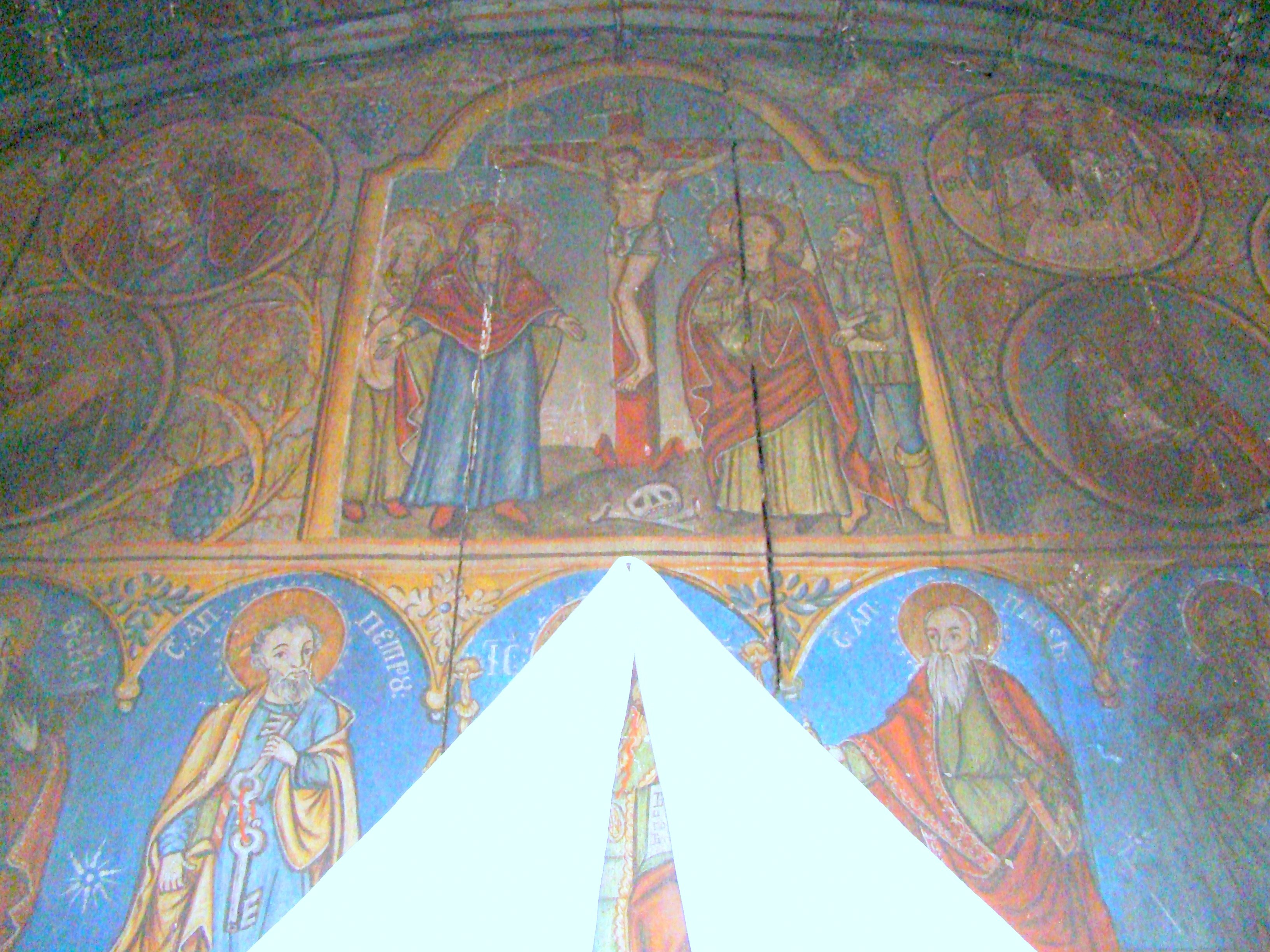
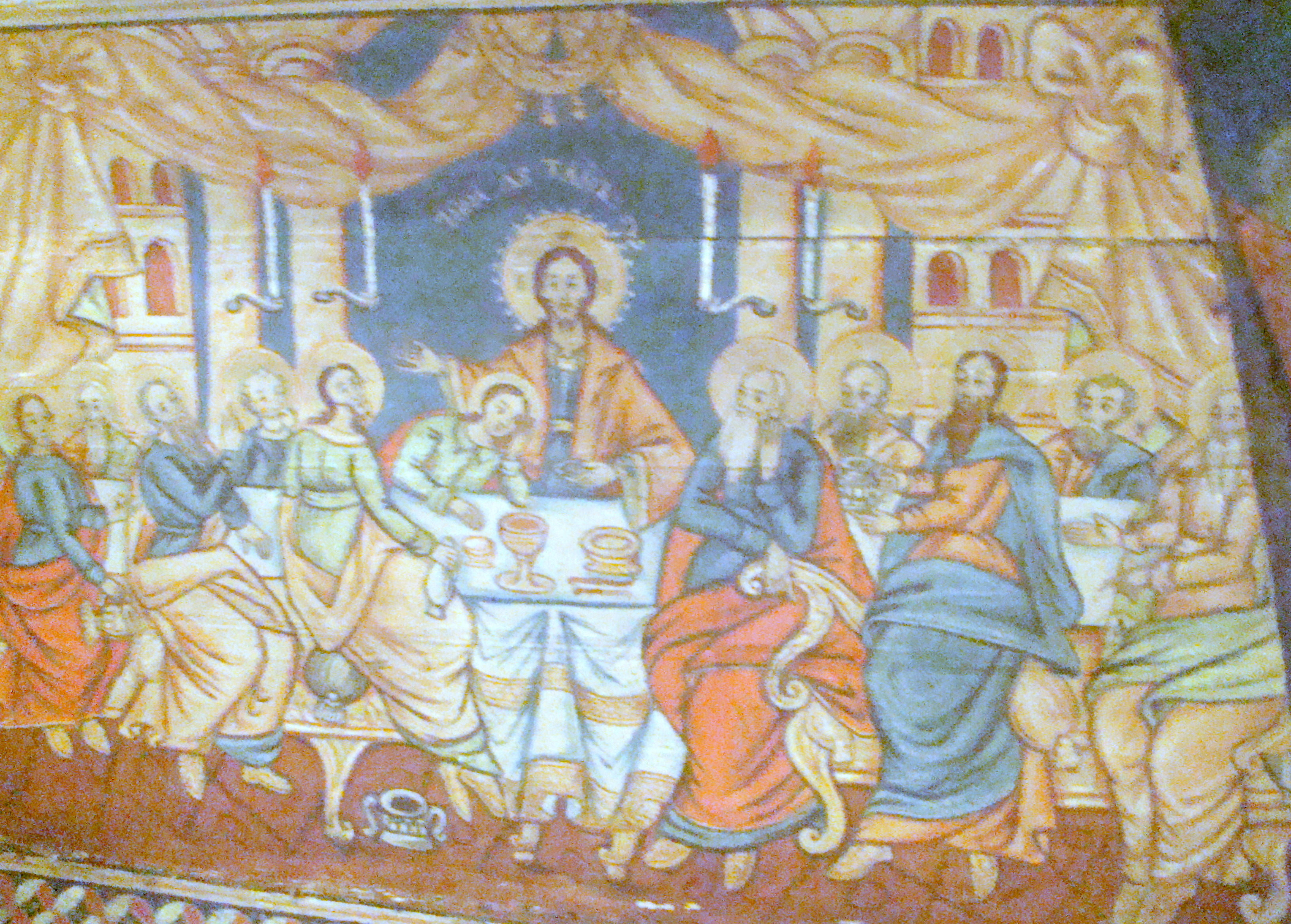
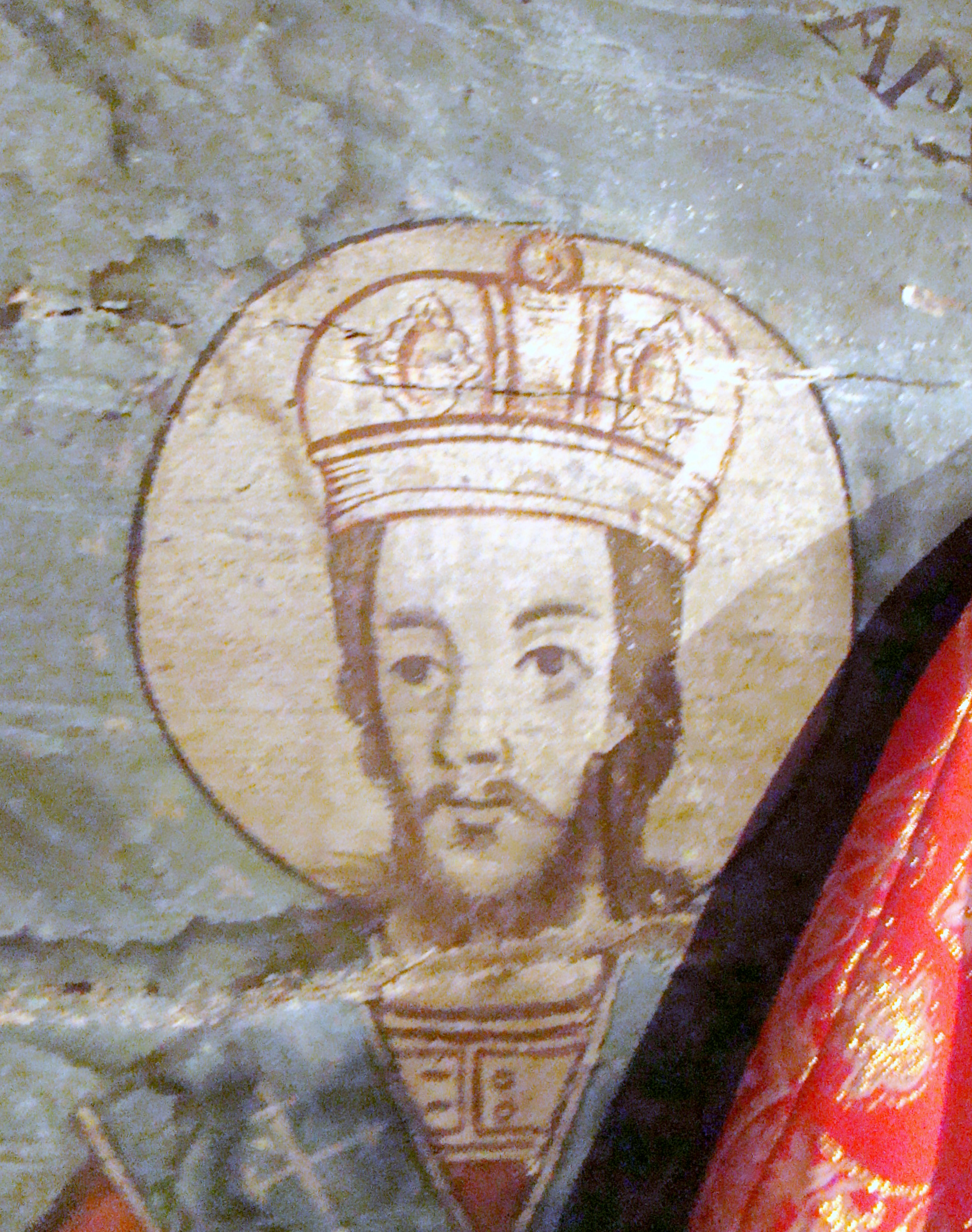
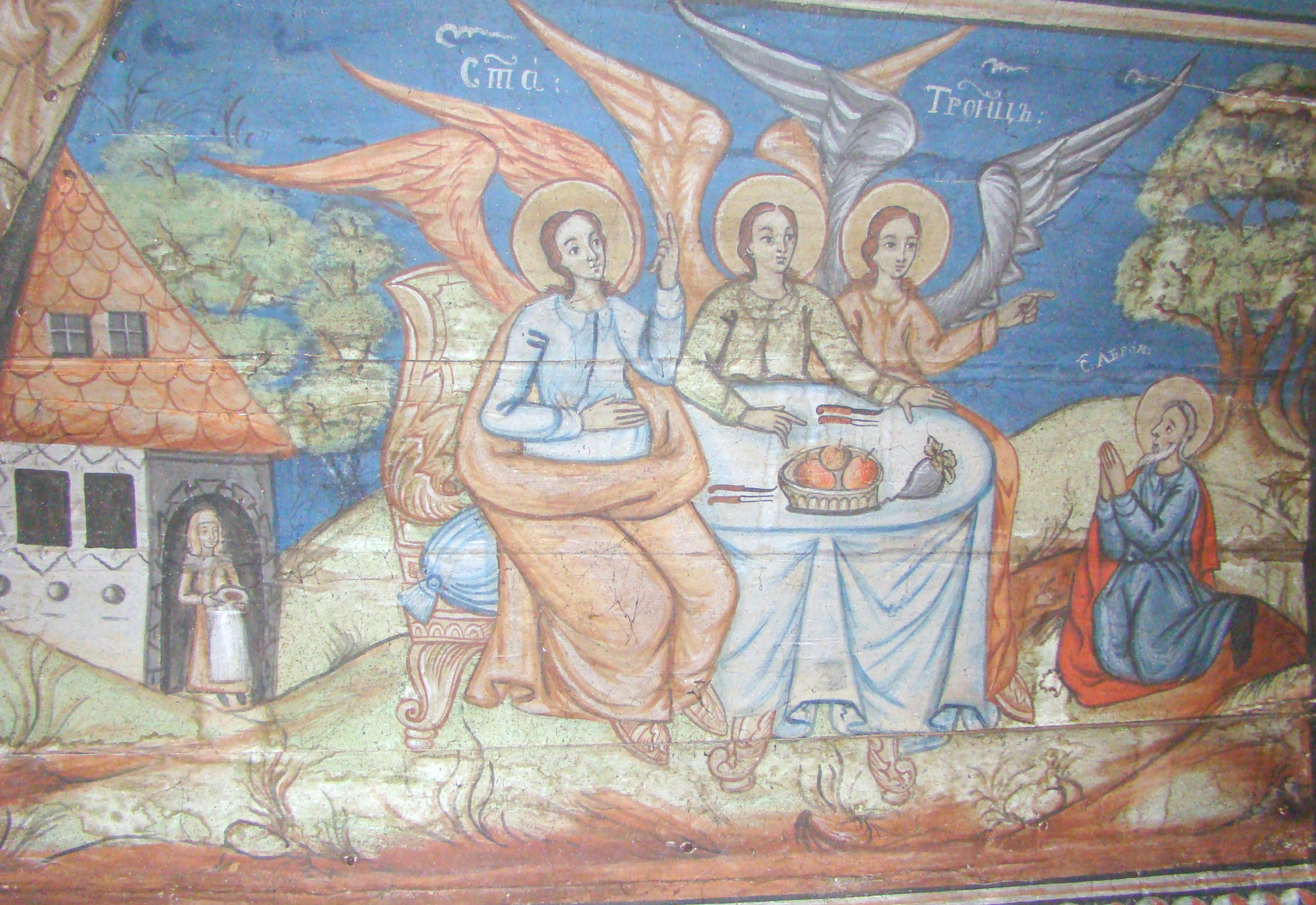
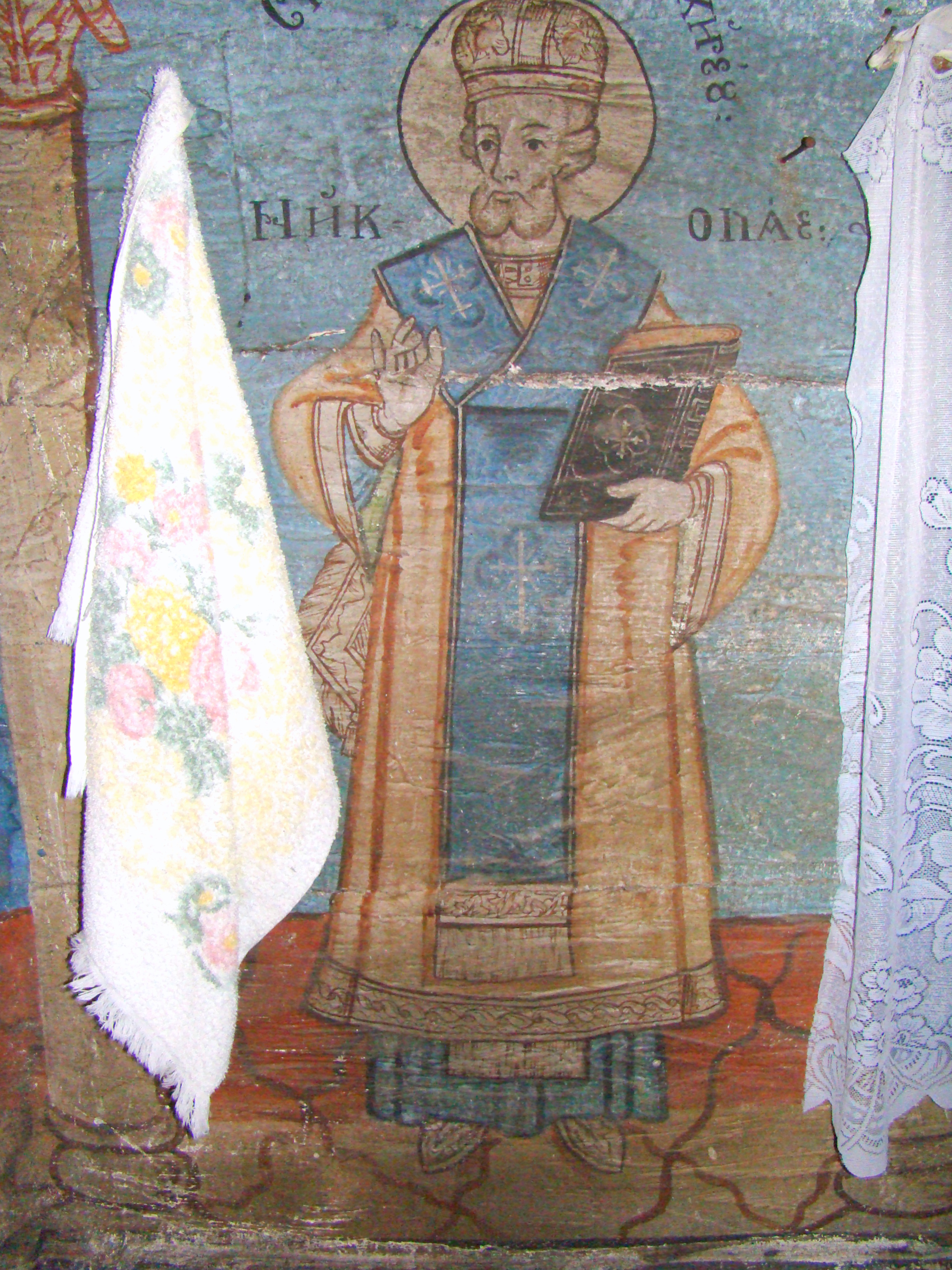
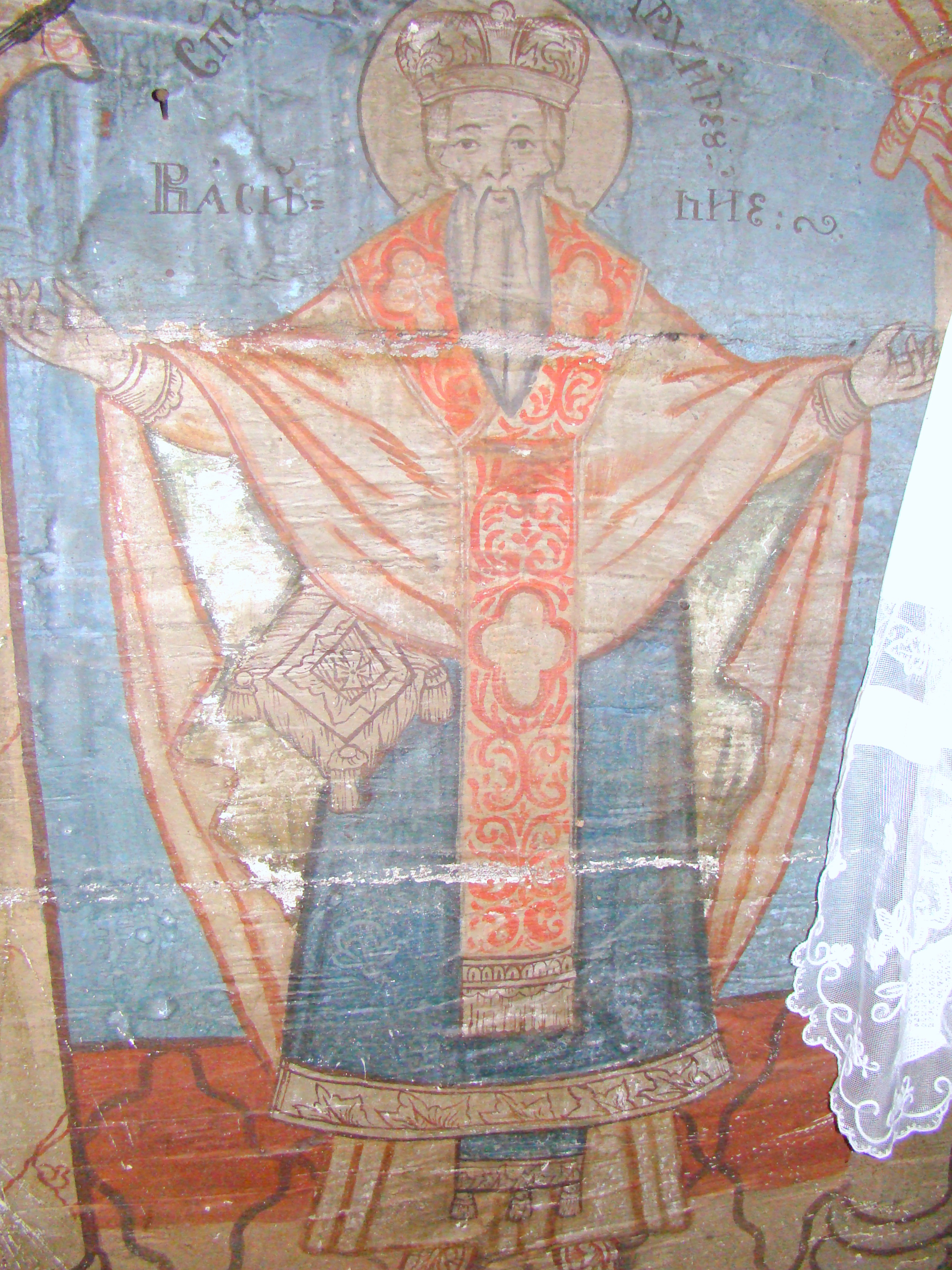
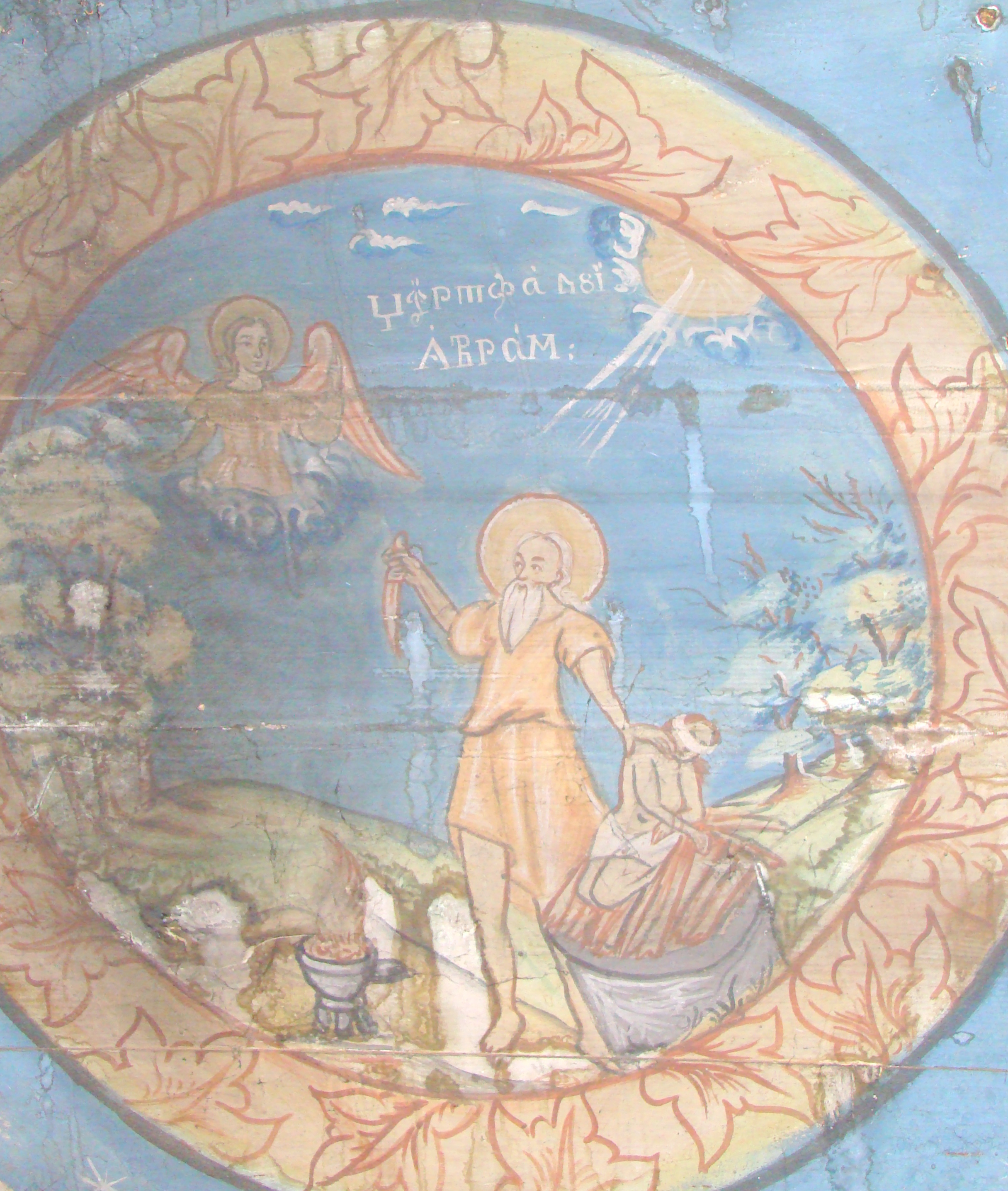
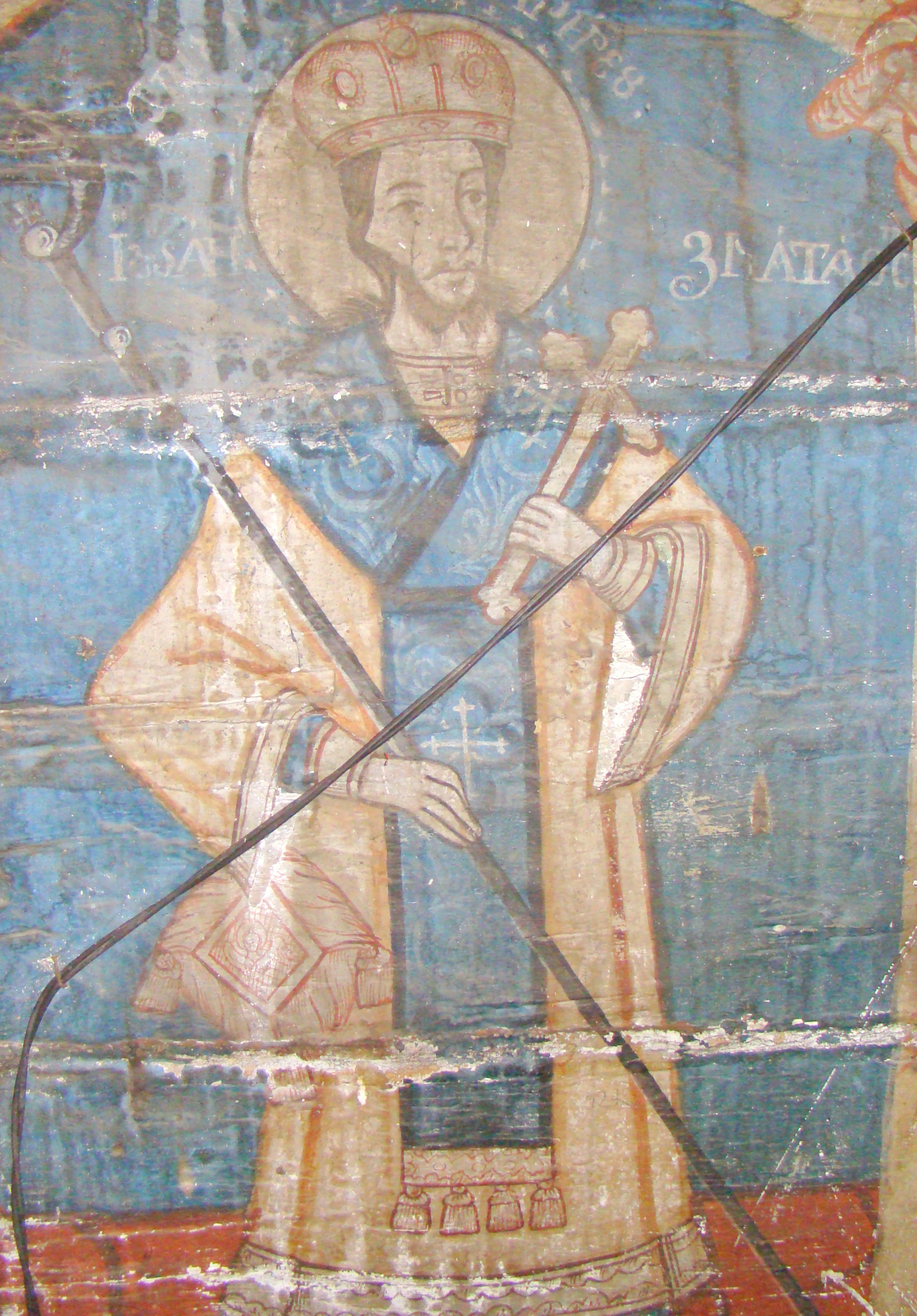
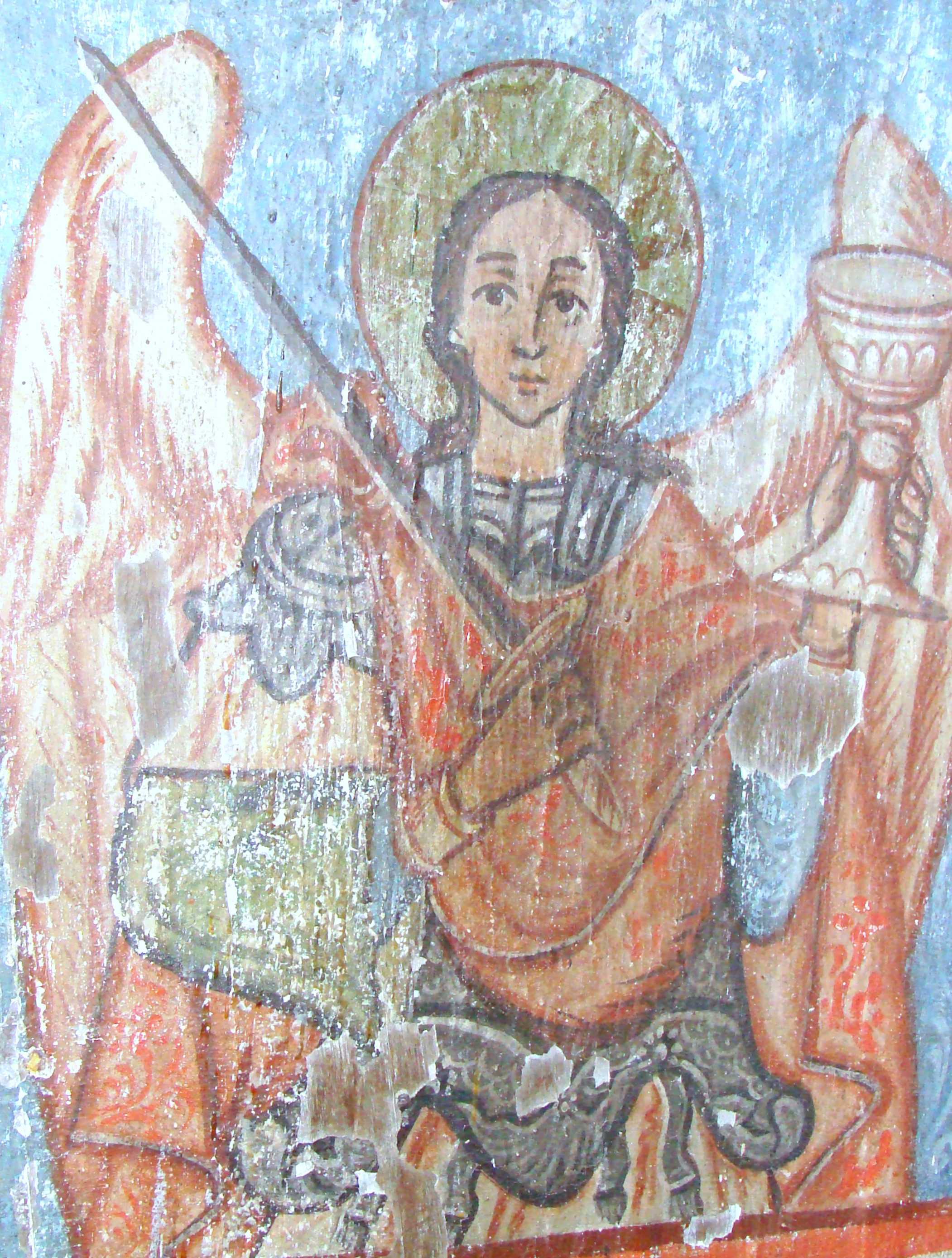
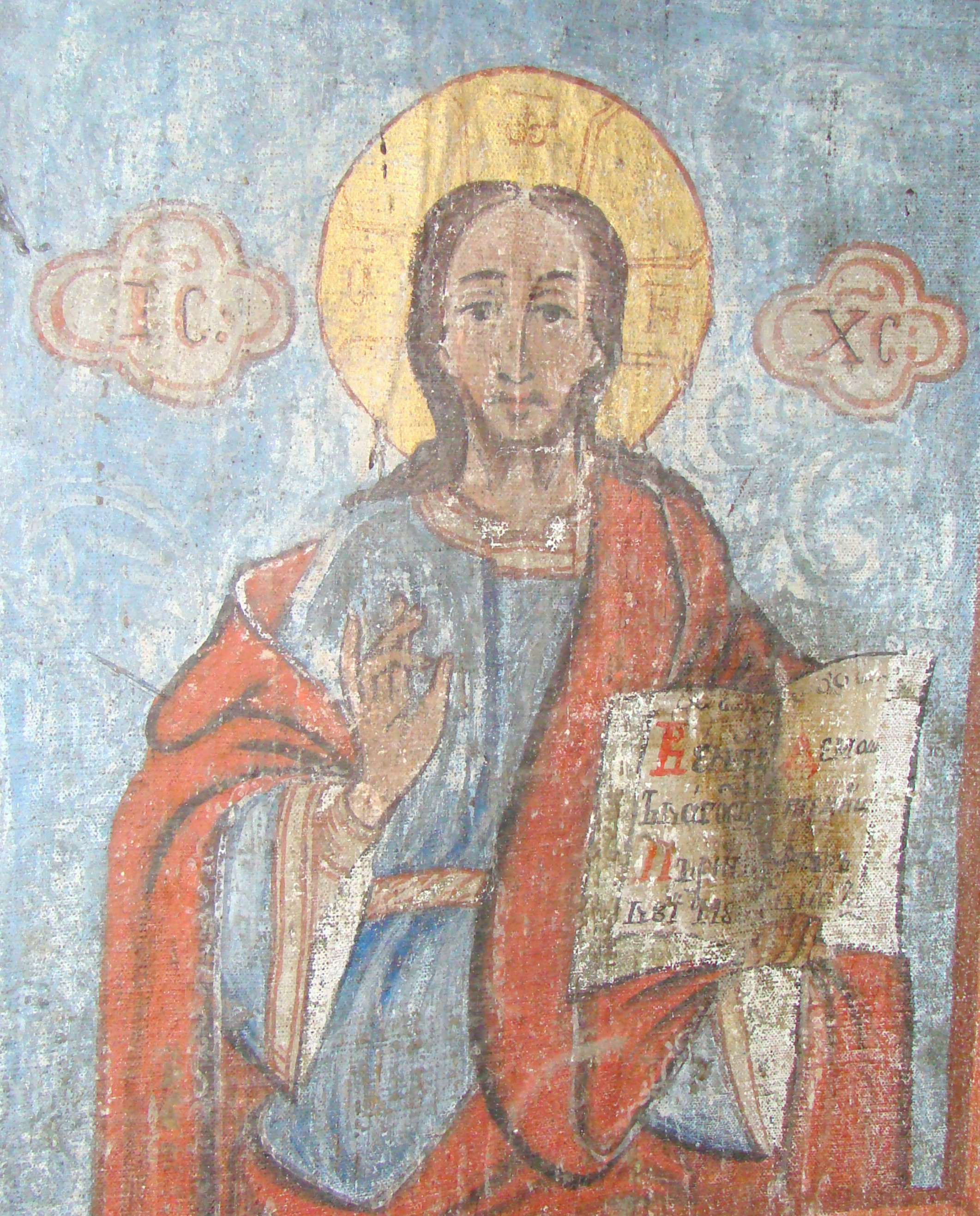
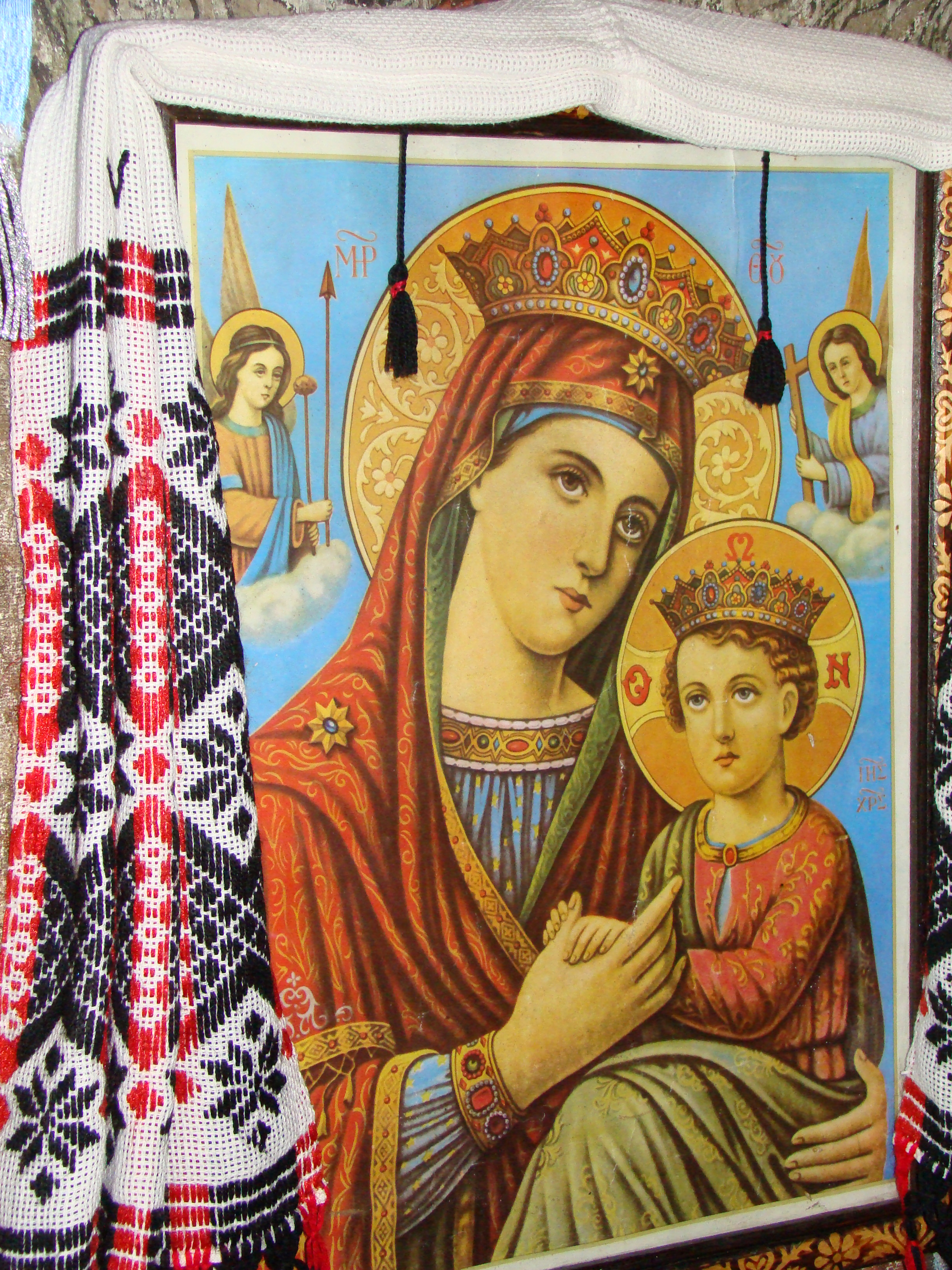
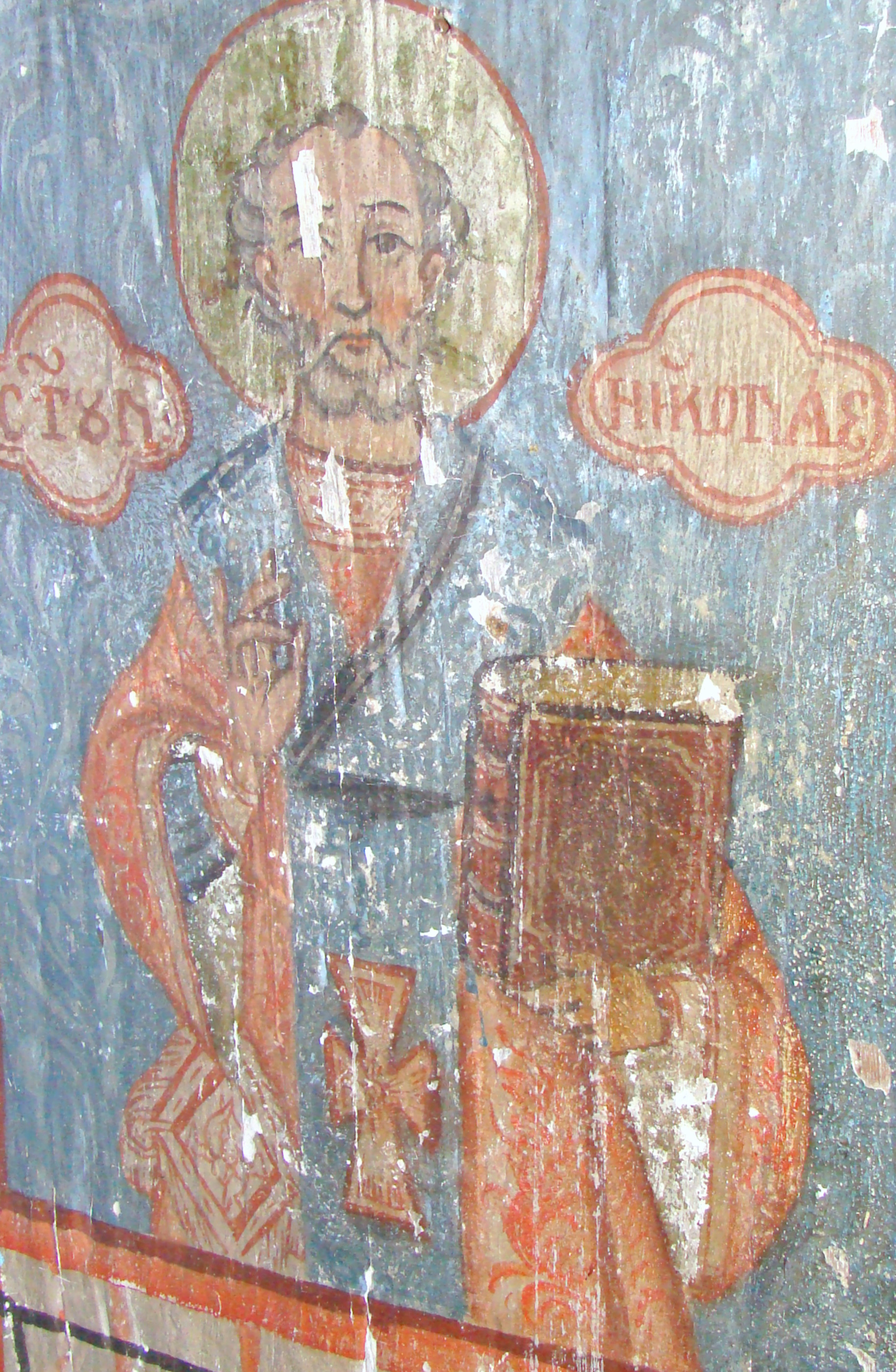
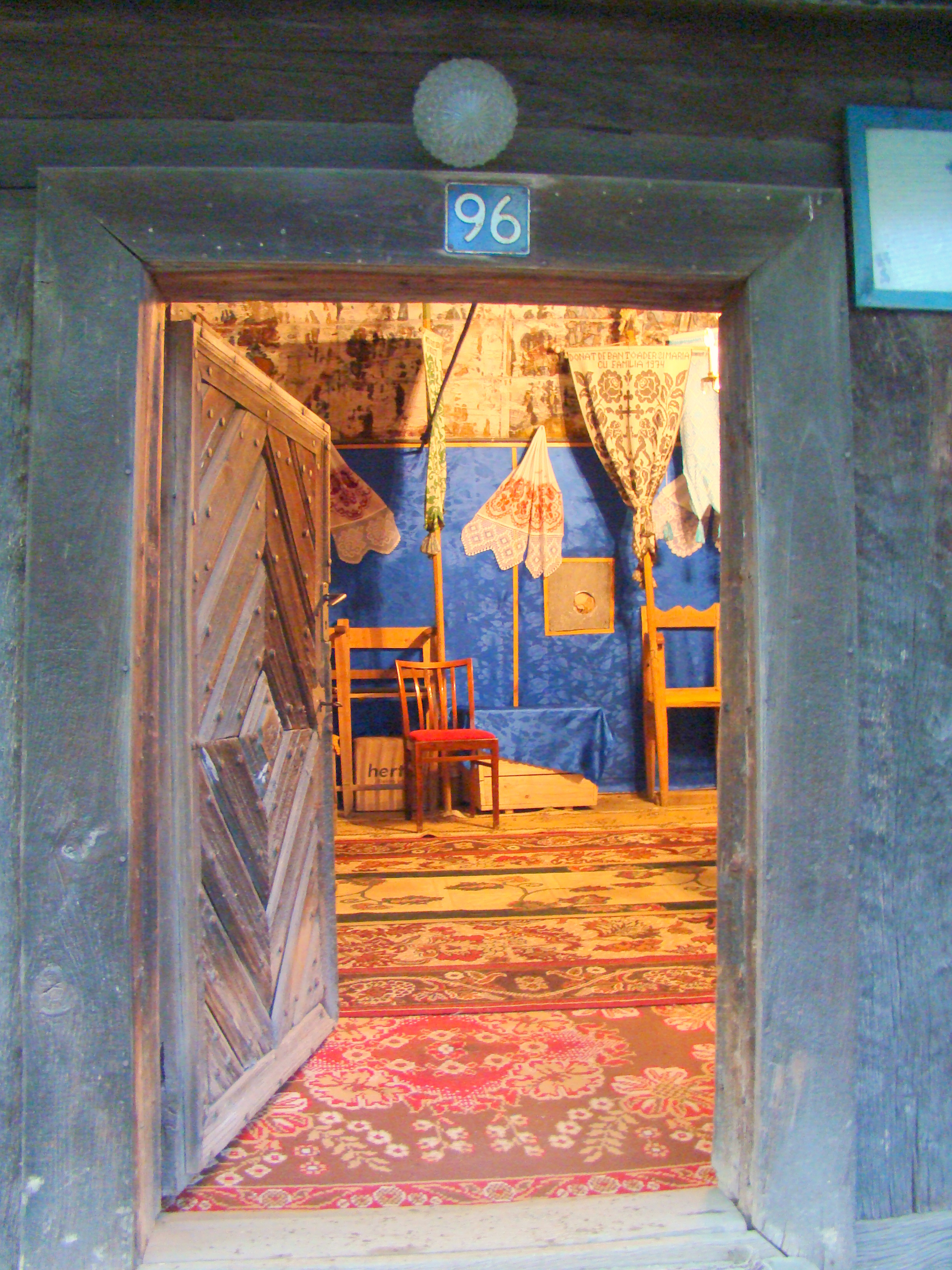

## Imagini din exterior

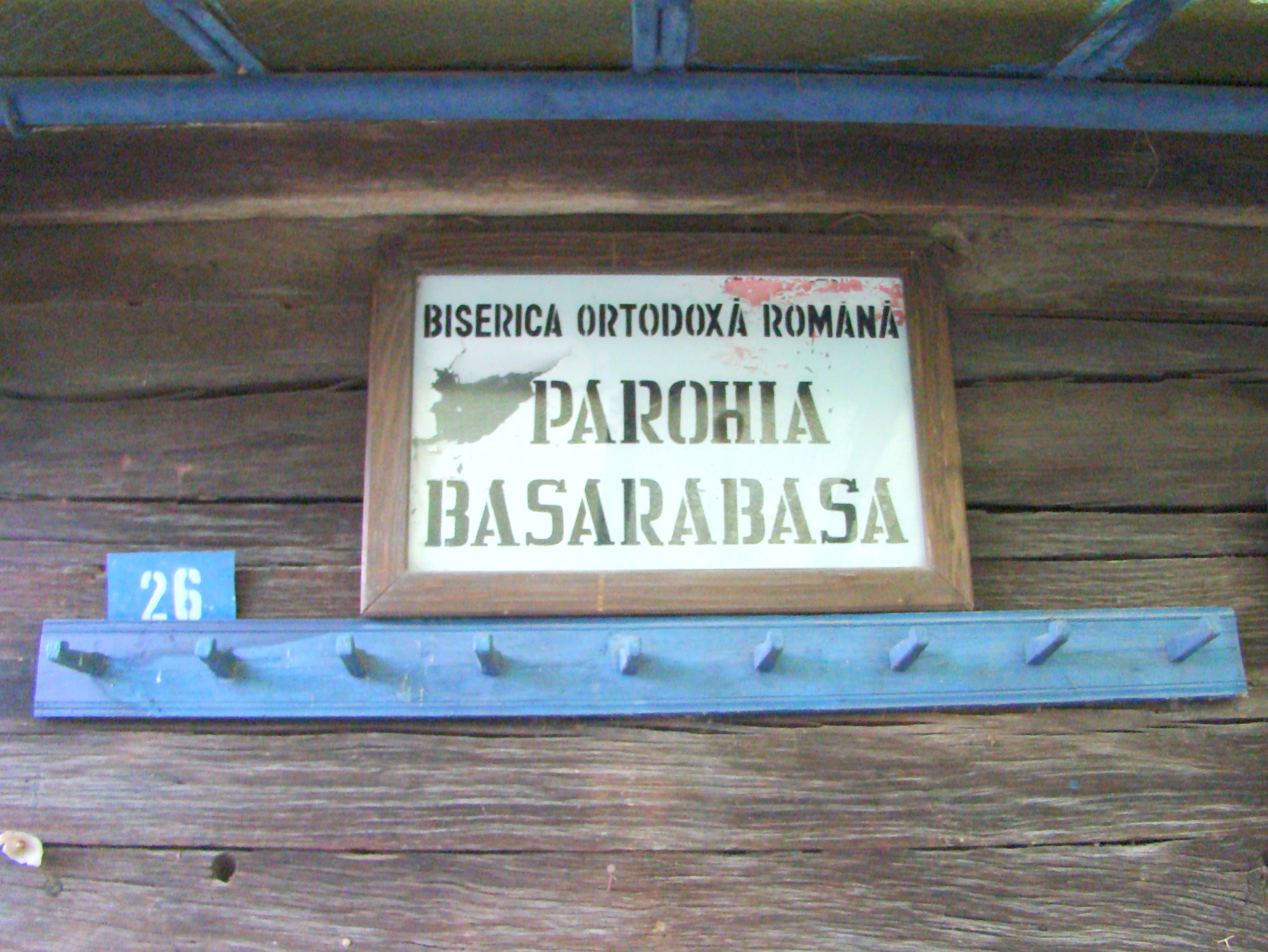
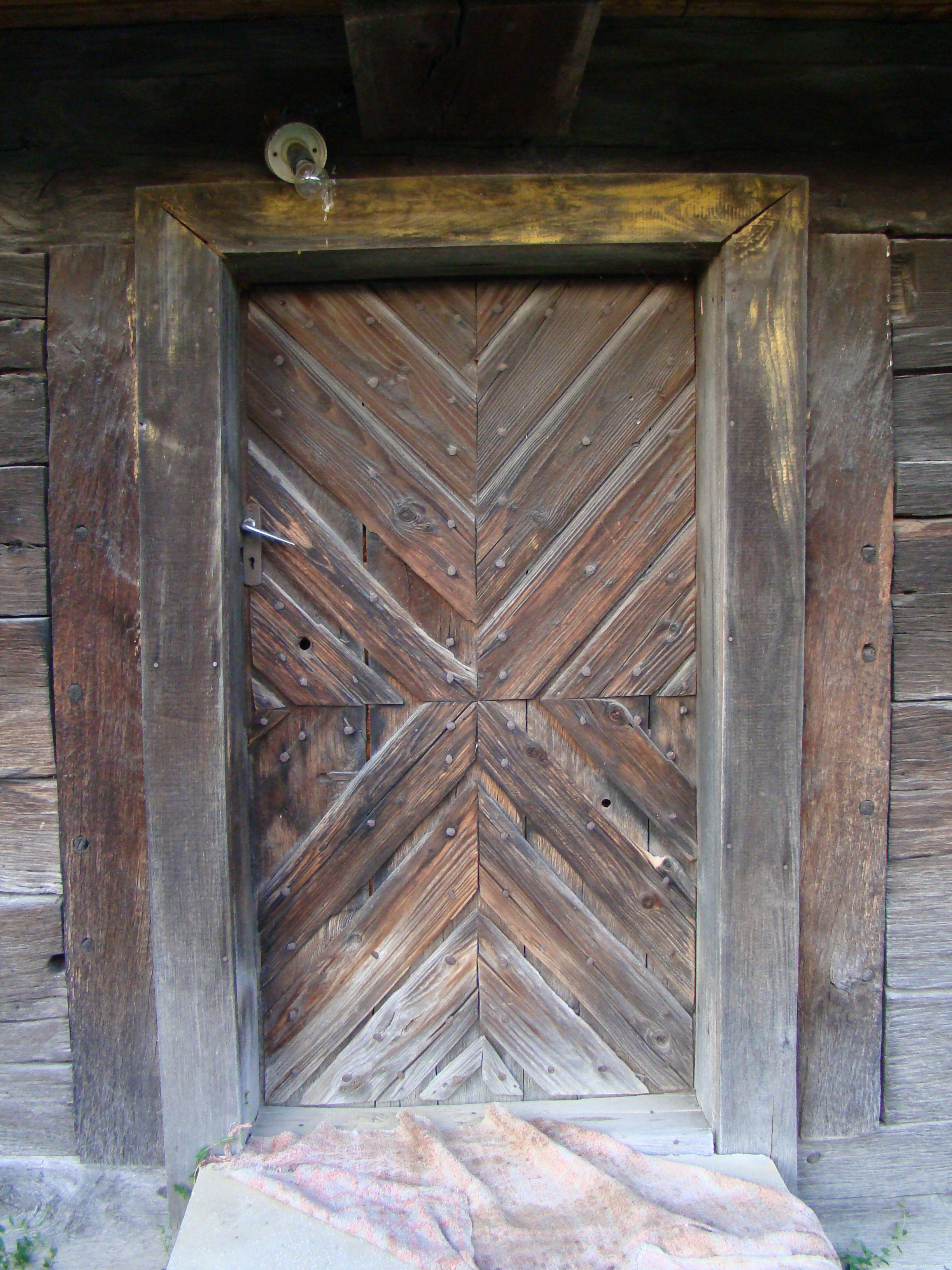
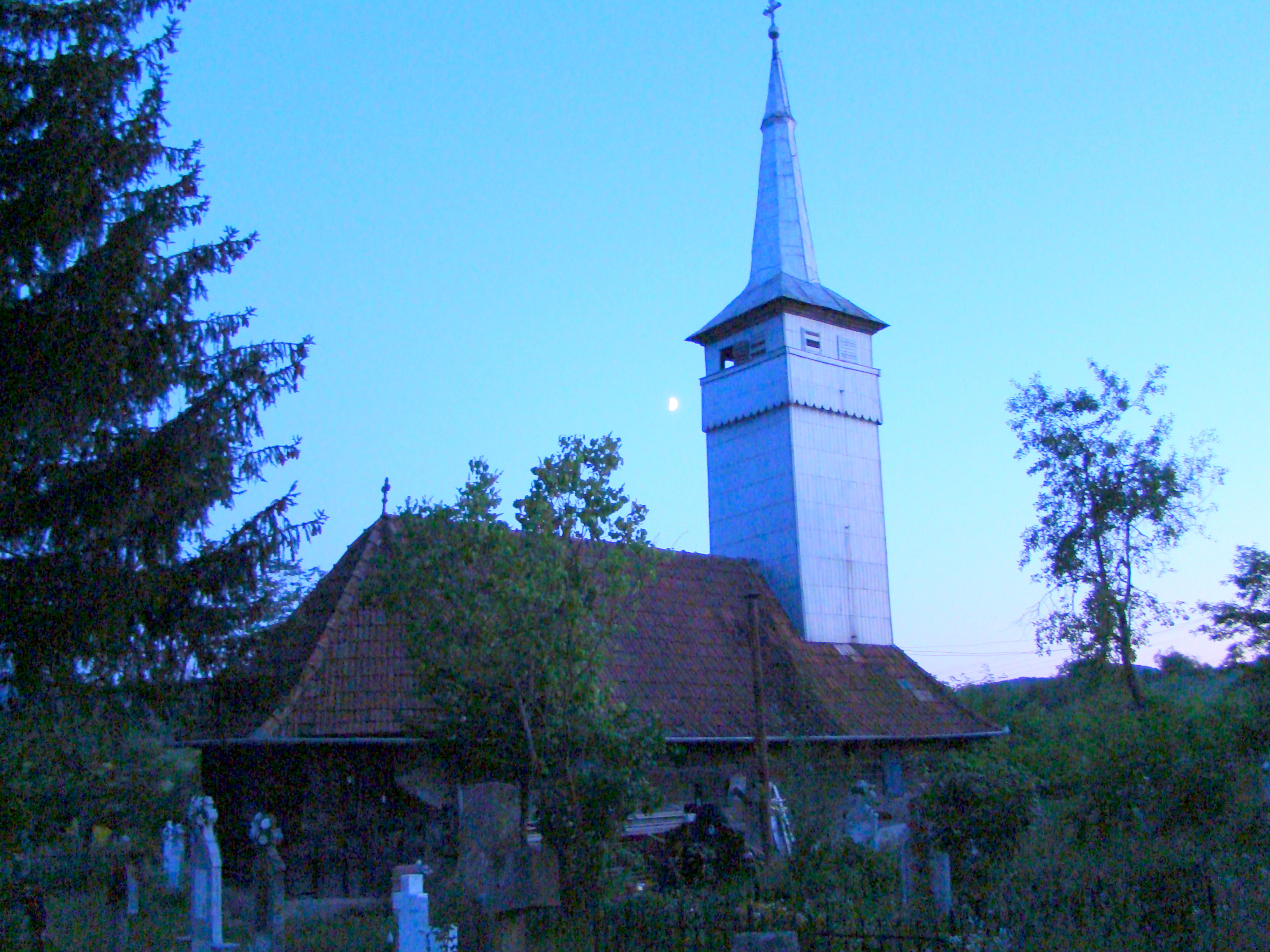
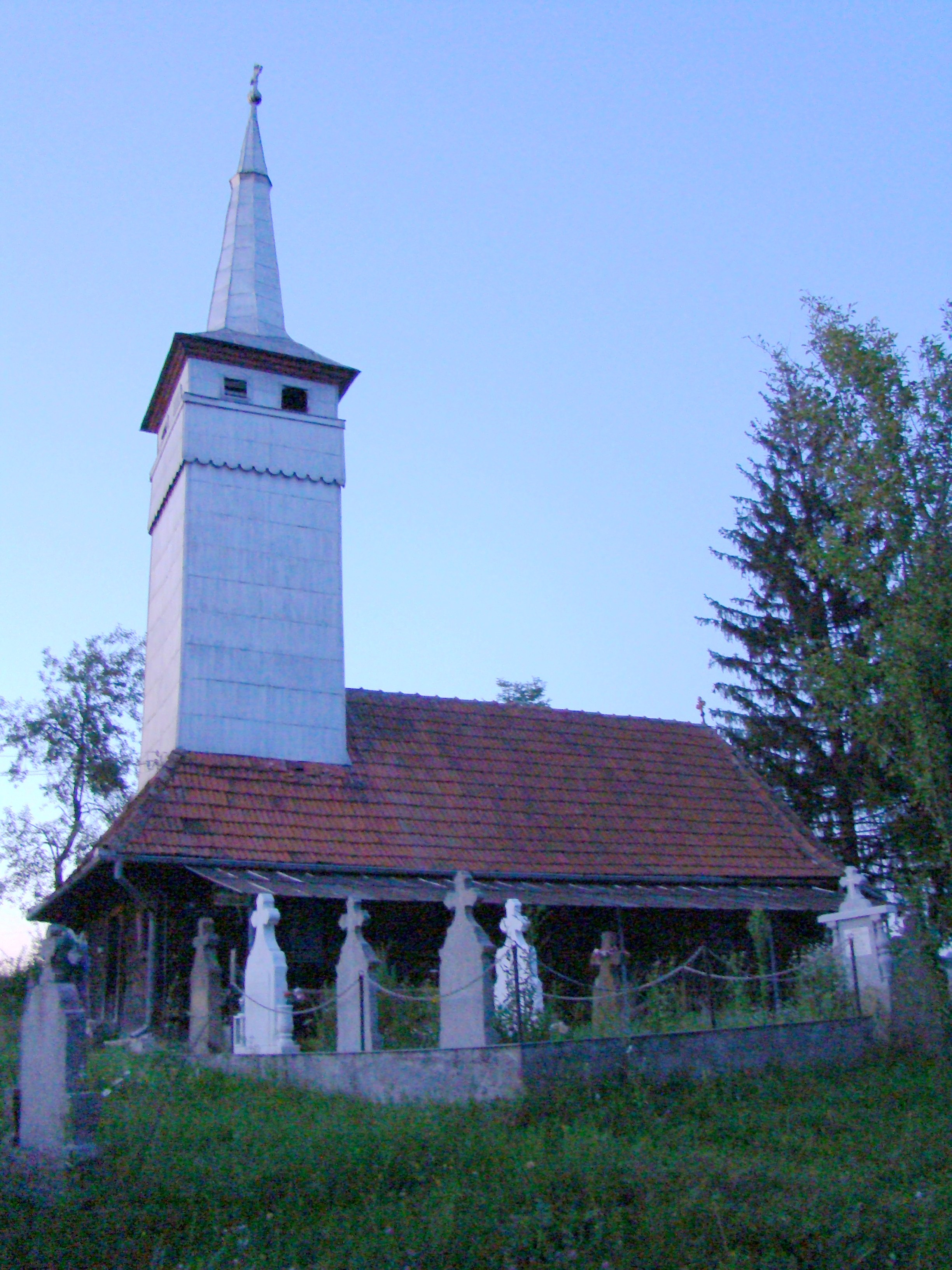
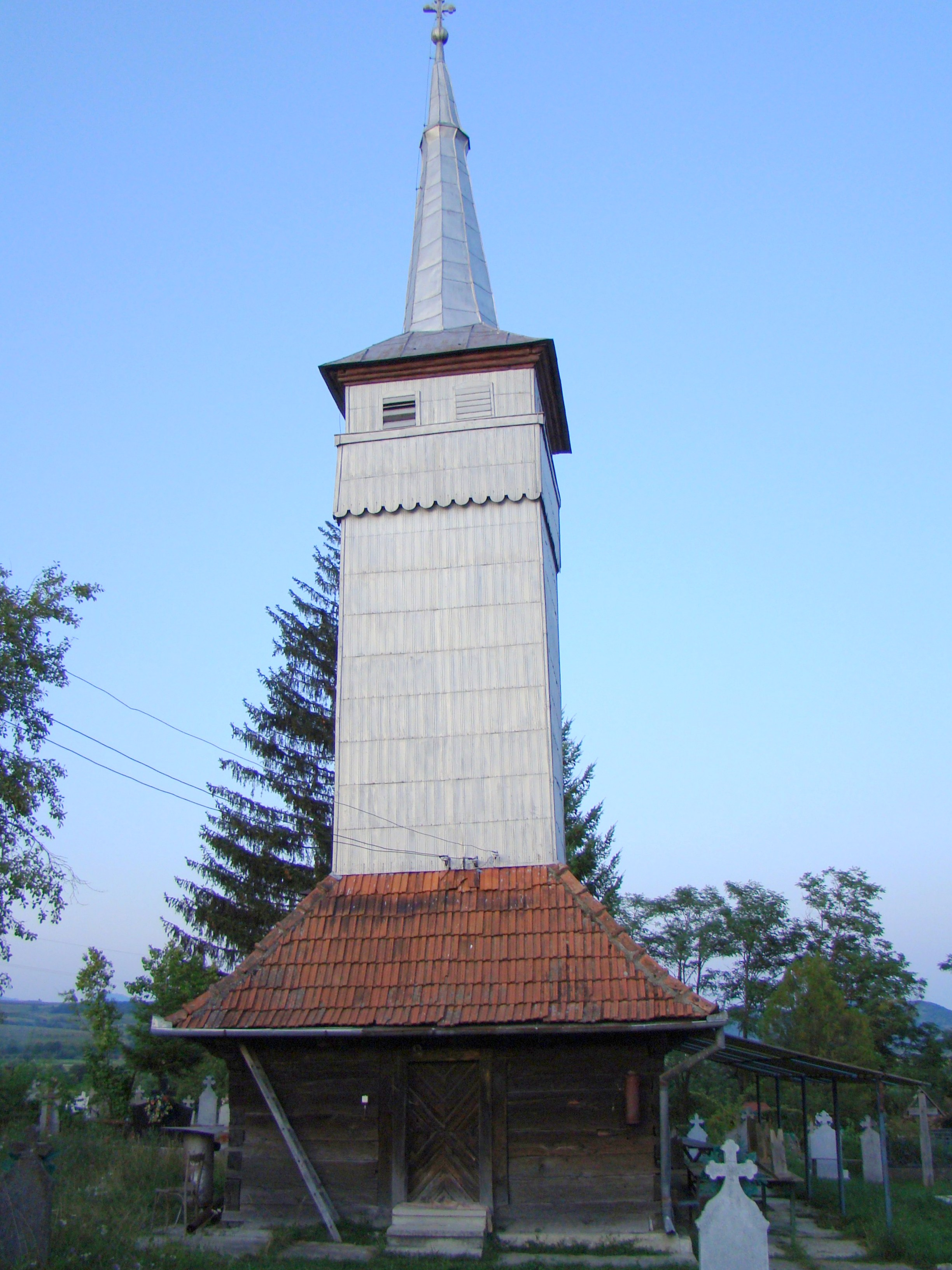
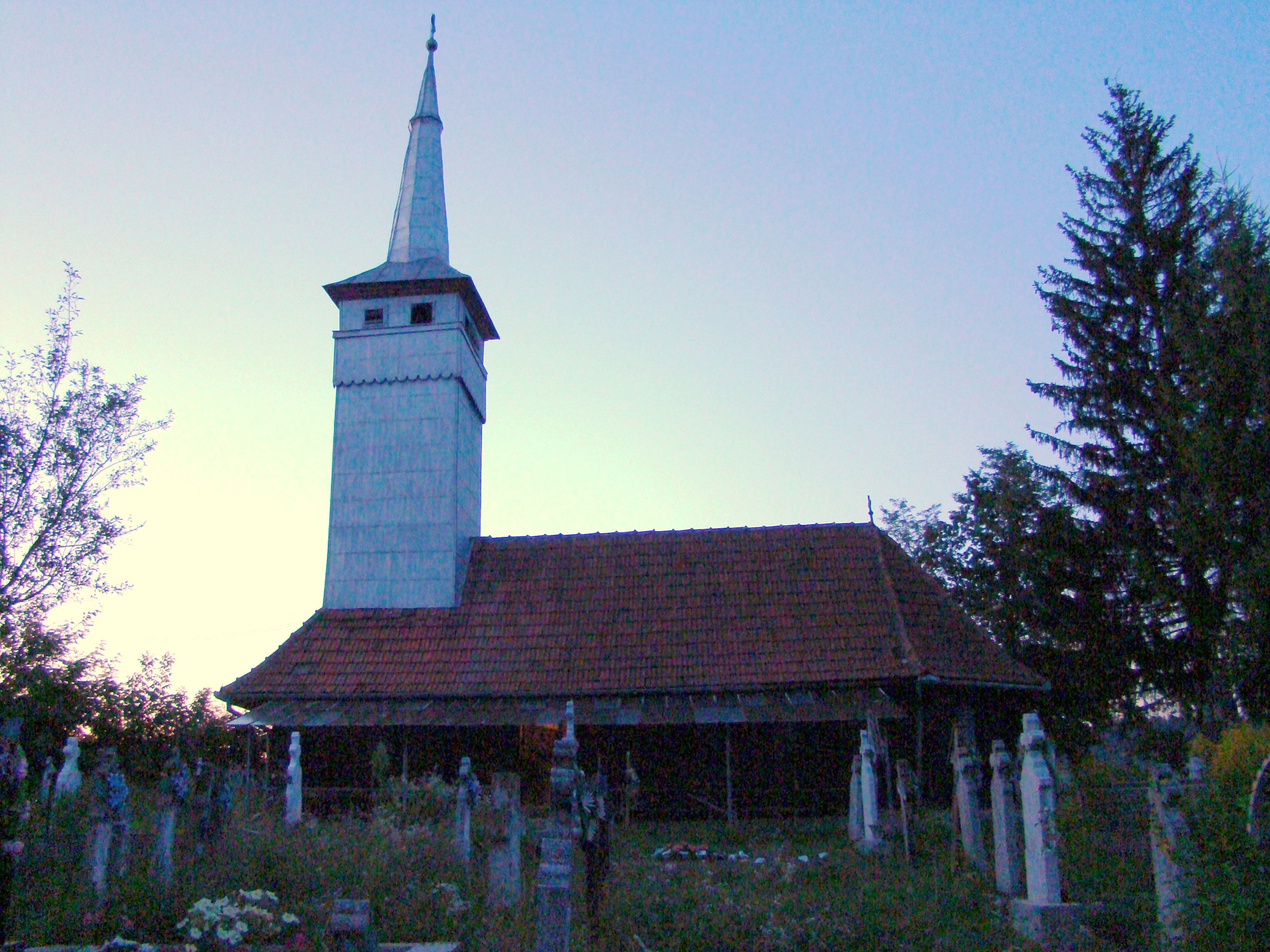
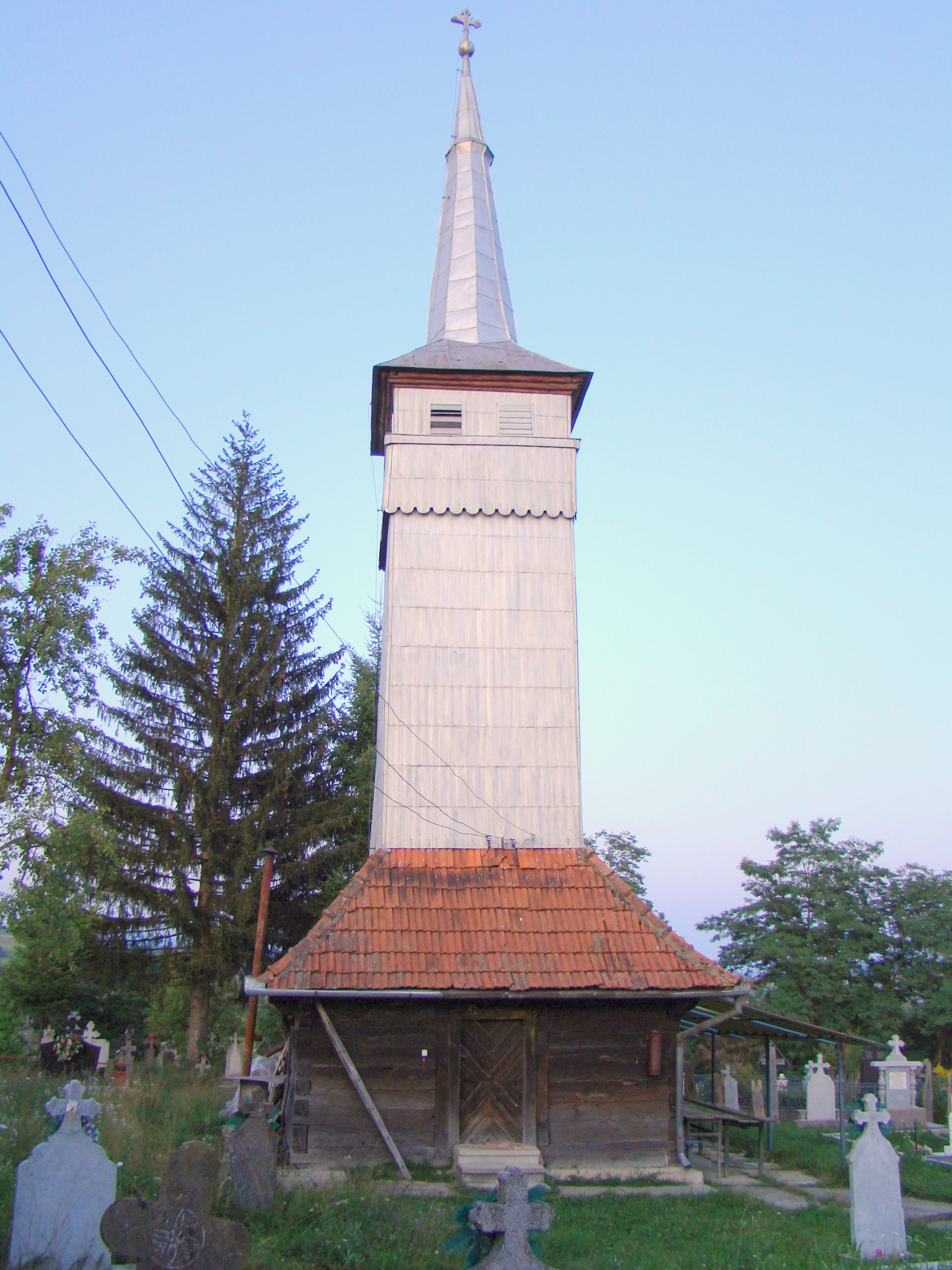
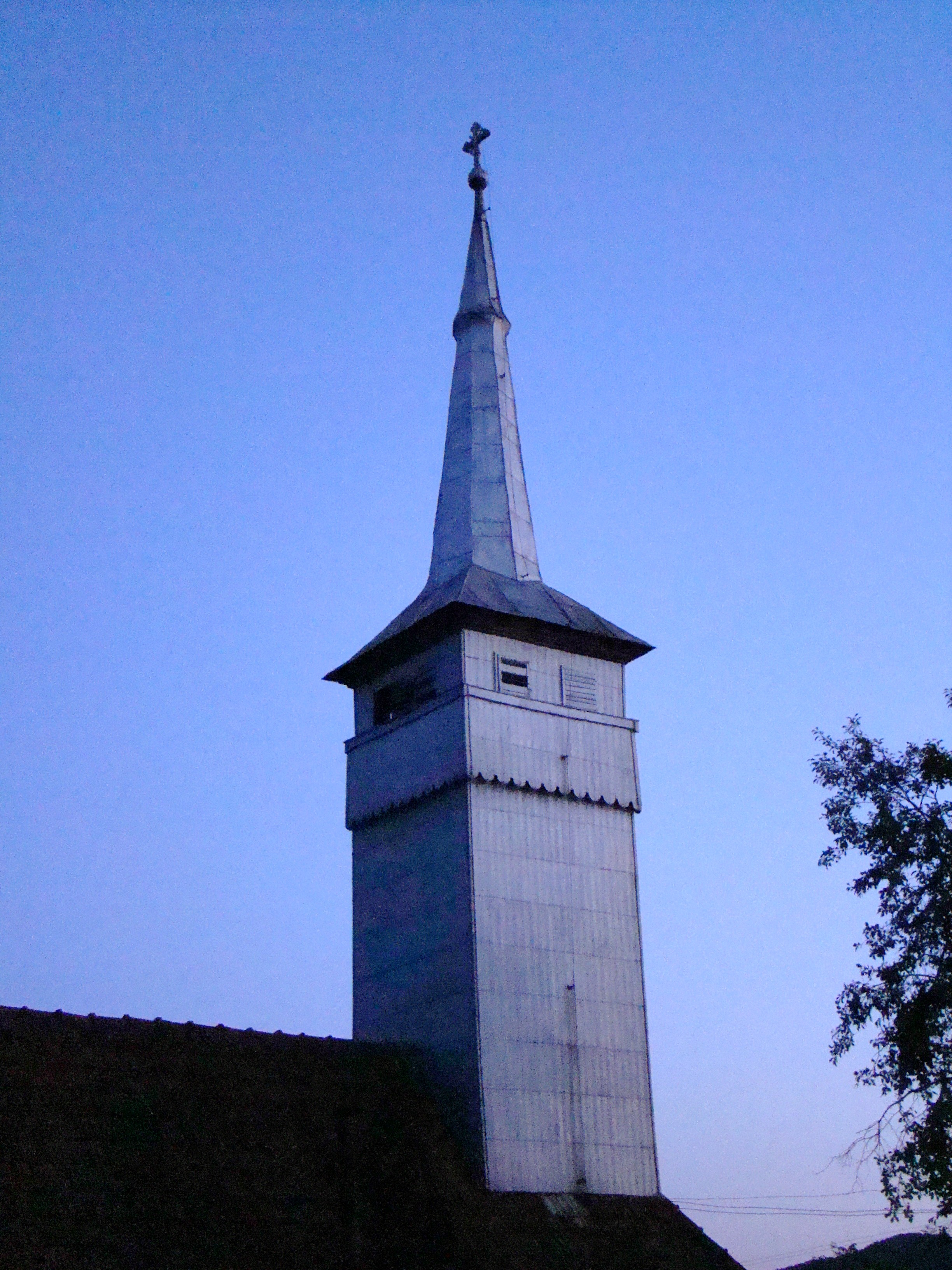
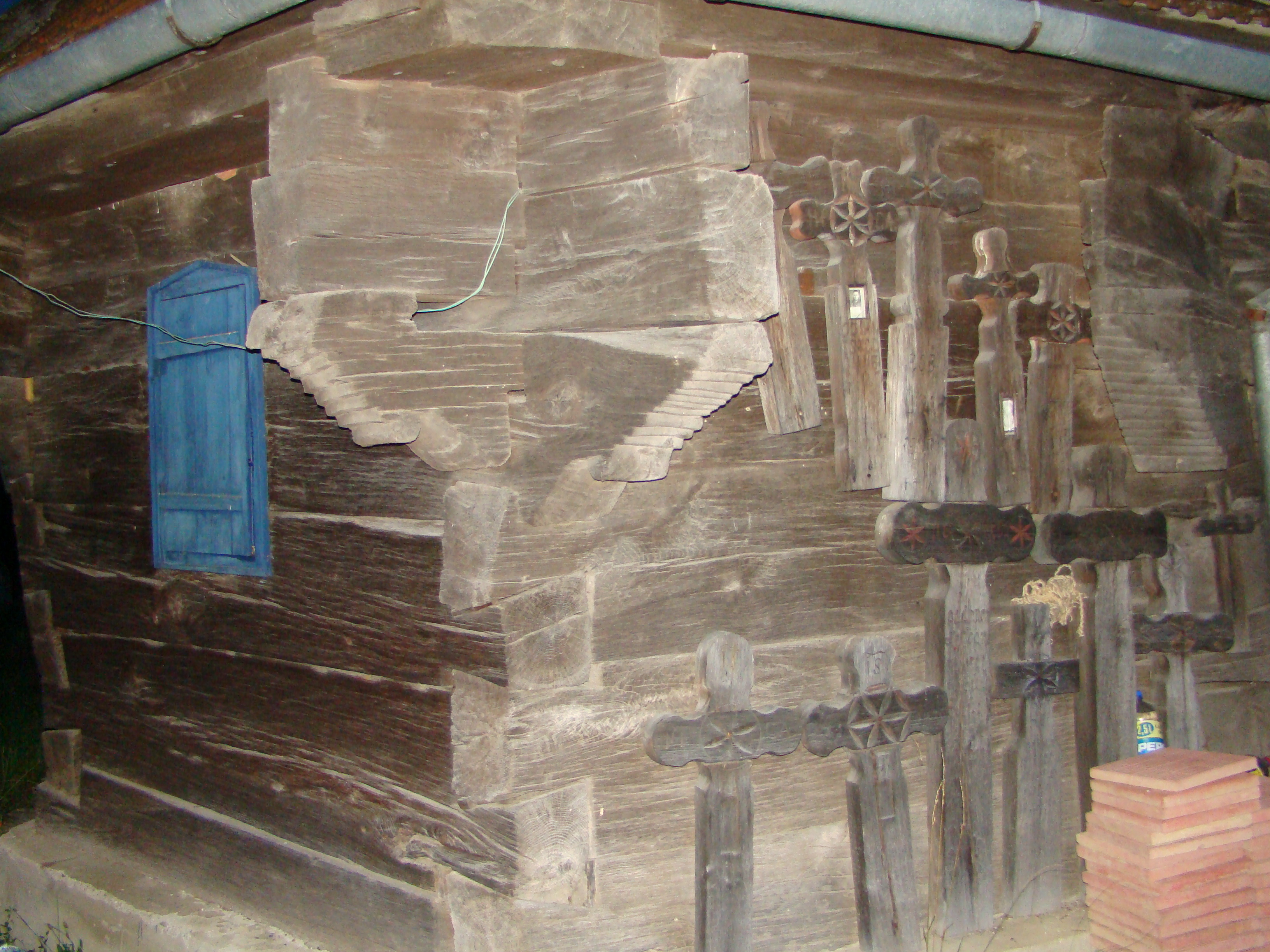